# Republic F-105 Thunderchief
Republic F-105 Thunderchief byl jednomístný nadzvukový stíhací bombardér, mezi posádkami znám jako „Thud“, který během 50. a 60. let 20. století tvořil páteř letectva Spojených států amerických (dále jen USAF). Letoun dosahoval dvojnásobku rychlosti zvuku a prováděl většinu amerických leteckých úderů v prvních letech války ve Vietnamu. Byl to jediný americký letoun, který byl stažen ze služby kvůli vysokým ztrátám. Původně byl navržen jako jednomístný útočný letoun pro úder jadernými zbraněmi. Na konci 60. let tyto letouny dostaly zařízení Wild Weasel, určené pro zjišťování, rozlišování a ničení nepřátelských radarů protiradarovými střelami AGM-45 Shrike a AGM-78 Standard ARM v rámci taktiky SEAD (umlčování nepřátelské protivzdušné obrany).
Podobně jako nadzvukové letouny F-100 byly i letouny F-105 vyzbrojeny raketami a leteckým kanónem, avšak uzpůsobeny byly hlavně k průniku vysokou rychlostí v malé výšce nad území protivníka a tam udeřit obvykle jedinou jadernou zbraní nesenou v trupu letounu. Letoun F-105 mohl nést větší náklad pum než velké strategické bombardéry 2. světové války, jako byly stroje B-17 Flying Fortress a B-24 Liberator. Letouny F-105 zažily masivní nasazení ve válce ve Vietnamu. Thunderchiefy odlétaly více než 20 000 misí, přičemž bylo ztraceno 382 letounů (téměř polovina z 833 vyrobených strojů). Ačkoliv byl letoun méně obratný než menší MiGy, připsaly si letouny tohoto typu 27,5 vzdušných vítězství.
Během války ve Vietnamu byly jednomístné F-105D používány pro bombardování nejrůznějších cílů, zatímco dvoumístné F-105F a F-105G Wild Weasel prováděly umlčování nepřátelské protivzdušné obrany (SEAD). Dva piloti letounů Wild Weasel byli vyznamenáni Medailí cti za útoky proti severovietnamským postavením střel, přičemž jeden z nich ten samý den sestřelil dva letouny MiG-17. Nebezpečné mise často vyžadovaly „být první na místě a poslední jej opouštět“. Letouny musely napadat nepřátelskou obranu, dokud úderné letouny nedokončily své mise a neopustily oblast.
Thunderchiefy byly největší jednomístné jednomotorové bojové letouny v historii s hmotností zhruba 23 000 kg. Mohly překročit rychlost zvuku na hladině moře a dosáhnout rychlosti Mach 2 ve vyšších letových hladinách. F-105 mohl nést až 6 400 kg bomb a raket. Thunderchiefy byly později nahrazeny v roli úderného letounu nad Severním Vietnamem letouny McDonnell F-4 Phantom II a letouny s měnitenou geometrií křídel General Dynamics F-111. Avšak varianty „Wild Weasel“ zůstaly ve službě až do roku 1984, kdy byly nahrazeny specializovanou verzí letounů F-4G Wild Weasel V.

## Vývoj

### Fáze návrhu
Společnost Republic Aviation sídlící ve Farmingdale na Long Islandu, stát New York byla uprostřed 20. století jedním z nejvýznamnějších dodavatelů vojenských bojových letounů pro ozbrojené síly Spojených států amerických. Pro mnoho z nich bylo charakteristické, že jejich jméno začínalo slovem „Thunder“ (Hrom). Mezi tyto stroje patřily stroje P-47 Thunderbolt, Republic F-84 Thunderjet, F-84F Thunderstreak, RF-84F Thunderflash a A-10 Thunderbolt II.
Na počátku 50. let 20. století začala společnost Republic hledat nástupce letounu Republic F-84F Thunderstreak, který poprvé použil charakteristickou konfiguraci se vstupy vzduchu u kořene křídel a s umístěním dalšího zařízení v prodlouženém nose. USAF však nemělo volné prostředky na další vývoj, a proto společnost Republic zahájila na vlastní náklady projekt vedoucí k letounu Thunderchief. Tým konstruktérů vedl Alexander Kartveli, který vyzkoušel 108 uspořádání letounu pod souhrnným označením AP-63FBX (Advanced Project 63 Fighter Bomber, Experimental) až nakonec zvolil velký jednomotorový letoun s označením AP-63-31, který zaujal i USAF. Původně byla plánována vlastně zvětšená verze letounu RF-84F Thunderflash poháněná jedním motorem s vnitřní pumovnicí, která měla být schopna pojmout dvě konvenční letecké pumy o hmotnosti 1 000 liber (454 kg) nebo jednu jadernou pumu o hmotnosti 3 400 liber (1 542 kg). Dalších 6 leteckých pum o hmotnosti 1 000 liber nebo jedna jaderná zbraň měly být neseny na závěsech pod křídly. Další výzbroj mělo tvořit 4 kulometů ráže 15,2 mm T-130. Desítkami změn se však letoun podstatně změnil.
USAF v té době potřebovalo velký bojový letoun do každého počasí, který by byl schopen nést jadernou zbraň velkou rychlostí v malé výšce na nepřátelské území a druhotně plnit i další bojové úkoly. Nový letoun byl proto primárně plánován jako nadzvukový letoun pronikající v minimální výšce nad území protivníka s jedinou jadernou zbraní ukrytou v trupu. Důraz byl kladen na rychlost v nízké výšce, letovou charakteristiku, dolet a nosnost. Letoun měl být osazen jedním velkým motorem a relativně malými křídly s vysokým plošným zatížením pro lepší stabilitu letu v malých výškách a menší odpor vzduchu při nadzvukových rychlostech. Tradiční vlastnosti stíhacích letounů, jako například obratnost, byly druhořadné.
USAF bylo zpočátku nadšeno a objednalo v září 1952 hned 199 nových letounů a zavázalo se hradit i předsériový vývoj. Avšak v březnu 1953 svou objednávku zredukovalo na 37 stíhacích bombardérů a 9 taktických průzkumných letounů, což souviselo s ukončením války v Koreji.

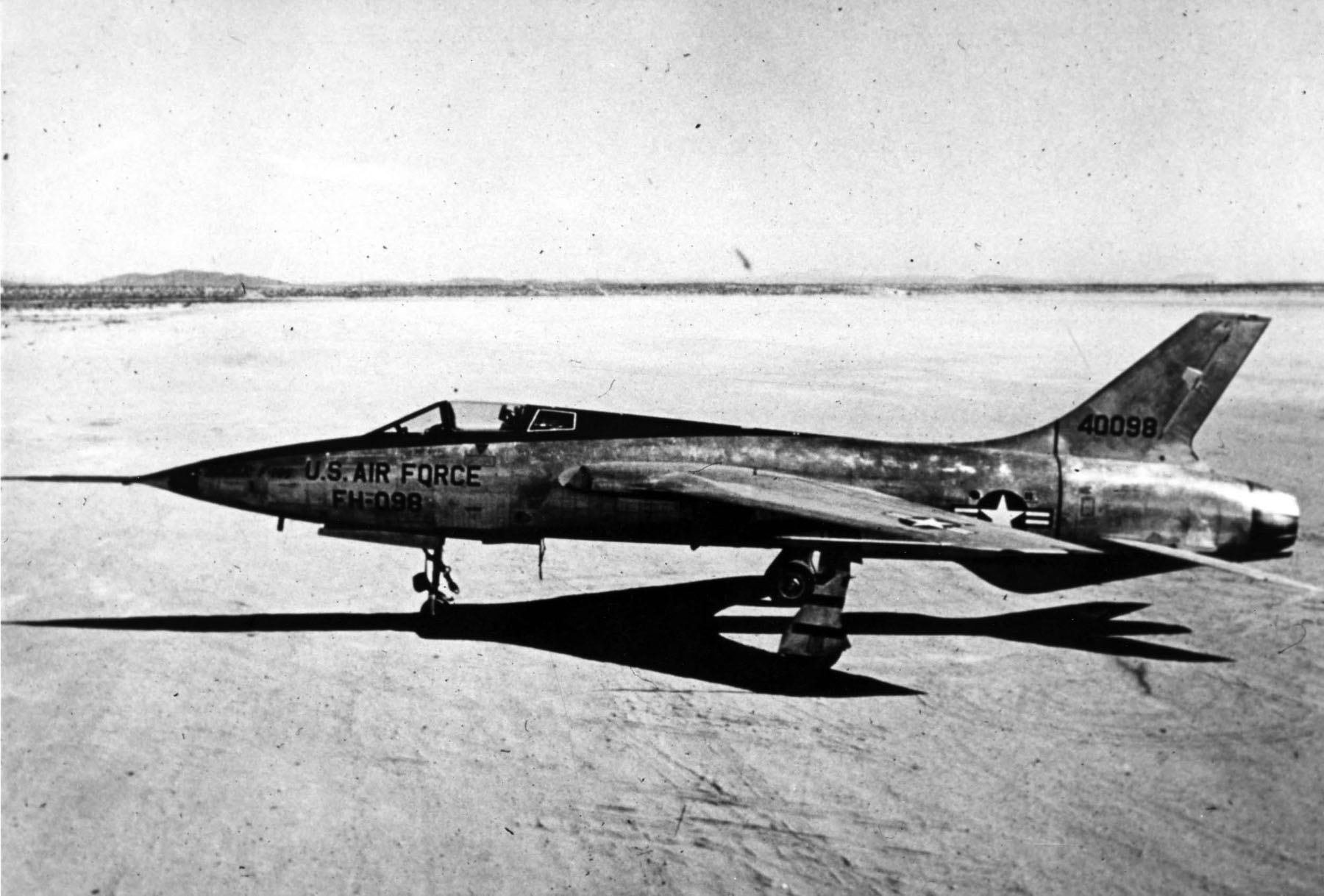
Republic YF-105A, AF Ser. No. 54-0098, první ze dvou prototypů

První vyrobenou verzí byla verze F-105A. Jednalo se o dva prototypy s označením YF-105A (sériová čísla 54-0098 a 54-0099). Když byla v říjnu 1953 dokončena maketa letounu, byl letoun tak velký, že byla opuštěna myšlenka použití proudového motoru Allison J71, který byl pro tento letoun zamýšlen, ve prospěch ještě výkonnějšího motoru Pratt & Whitney J75. Tyto motory nebyly zpočátku vývoje k dispozici, a proto byly do prvních dvou prototypů zastavěny menší motory Pratt & Whitney J57-P-25. Na konci roku 1953 USAF celý program zrušilo kvůli různým průtahům a nejasnostem, avšak 28. června 1954 oficiálně objednalo 15 letounů F-105 (2× YF-105A, 4× YF-105B, 6× F-105B a 3× RF-105B) pod kódovým označením WS-306A.
Oproti projektu AP-63 byly letouny YF-105A opět značně upraveny. Změněn byl nos letounu, pod ocasní plochy byla umístěna „ploutev“ pro zlepšení stability. Výstupní trysku z motoru tvořily čtyři rozměrné štíty, které mohly po rozevření sloužit jako aerodynamická brzda. Letouny měly i záchytný hák pro přistání na krátkých plochách.
Prototyp YF-105A poprvé vzlétnul 22. října 1955, přičemž druhý prototyp jej následoval 28. ledna 1956. Přestože byl poháněn méně výkonným motorem J57-P-25 s tahem 45 kN bez přídavného spalování a 67 kN při přídavném spalování (u motoru J75 bylo počítáno s tahem 109 kN při přídavném spalování) první prototyp dosáhl při svém prvním letu rychlosti Mach 1,2. Oba prototypy měly ještě konvenční oválné vstupy vzduchu v kořenech křídel. Nedostatečný výkon a aerodynamické problémy při překračování rychlosti zvuku, vedly výrobce k přestavění trupu, čímž dostal charakteristický „vosí pas“. To v kombinaci s novým motorem J75 a výraznými trojúhelníkovými vstupy vzduchu do motorů s negativní šípovitostí a s měnitelnou geometrií pro regulaci množství vzduchu, vedlo k tomu, že letoun F-105B mohl dosáhnout rychlosti Mach 2,15.
16. prosince 1955 byl první prototyp těžce poškozen po přistání na břicho po selhání podvozku. Poškození letounu bylo natolik vážné, že nebyl již opraven. První prototyp tak vykonal jen 29 letů, během kterých nalétal 22 hodin.

### Výroba

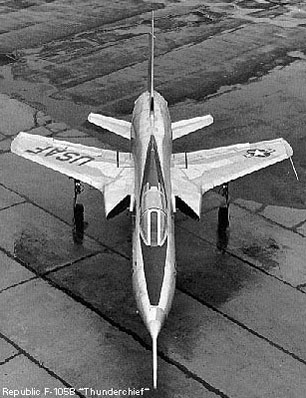
Letoun F-105B – povšimněte si výrazného „vosího pasu“ a vstupů vzduchu s negativní šípovitostí.

V březnu 1956 USAF objednalo dalších 65 letounů F-105B a 17 průzkumných letounů RF-105B. Objednávka 17 průzkumných RF-105B byl později zrušena.
Aby bylo možné nést jadernou výzbroj, měl letoun zabudován systém řízení palby MA-8, hloubkový radar AN/APG-31 a zaměřovač K-19. Společnost Republic zahájila výrobu stavbou devíti strojů F-105B. Rozestavěny byly i tři stroje RF-105B. Letoun F-105B byl o 60 cm delší než předchozí typ (bez trubice na nosu letounu), rovněž celková výška vzrostla z 5,3 m na 6 m díky zvětšeným ocasním plochám.
První předvýrobní letoun YF-105B (varianta F-105B-1) poprvé vzlétnul 26. května 1956. Během tohoto letu se však pilotovi nepodařilo vysunout přední podvozek a letoun musel sednout na břicho na vyschlé dno jezera. Letoun byl lehce poškozen, ale během vyprošťování byl zničen po pádu z jeřábu. Podobně dopadl i druhý stroj, který poprvé vzlétnul v prosinci 1956. Ten musel přistát na břicho 30. ledna 1957. I další letouny měly problém s podvozkem, což vedlo k úpravě letounu, aby byl tento problém odstraněn. Poslední (patnáctý) předsériový letoun (varianta F-105B-6) byl 26. května 1958 jako první Thunderchief předán 335. taktické stíhací peruti USAF. Prvních 27 sériových strojů (varianty F-105B-10 a F-105B-15) bylo poháněno stejným motorem J75-P-5 s tahem 71 kN (resp. 105 kN s přídavným spalováním) a zbylých 38 strojů (varianta F-105B-20) mělo motor J75-P-19 s tahem 72 kN (resp. 109 kN s přídavným spalováním).
Tři rozestavěné letouny RF-105B byly uzpůsobeny pro fotografický průzkum. Měly upravený nos letounu pro umístění kamer. V roce 1957 však USAF objednávku zrušilo ve prospěch letounu RF-101A/C Voodoo. Letouny tedy byly dokončeny pod označením JF-105B jako letouny pro zvláštní zkoušky. Letouny poté testovaly nejrůznější vybavení v letech 1957–1961.
První sériová verze označená F-105B byla letectvem Spojených států přijata 27. května 1957. V červnu 1957 společnost Republic Aviation rozhodla, že nový letoun F-105 ponese jméno Thunderchief (pán hromu), čímž pokračovala v tradici letounů se jménem Thunder (hrom) na začátku jména. O měsíc později přijalo jméno za oficiální i USAF.
Do plánu bylo v červnu 1956 zařazeno pět cvičných letounů F-105C, ale tento plán byl nakonec v roce 1957 zrušen. Mělo se jednat o dvoumístnou verzi letounu F-105B s nezměněnými rozměry. Zástavbou druhého kokpitu měla být odstraněna přední palivová nádrž, což by vedlo k mírnému zmenšení doletu.

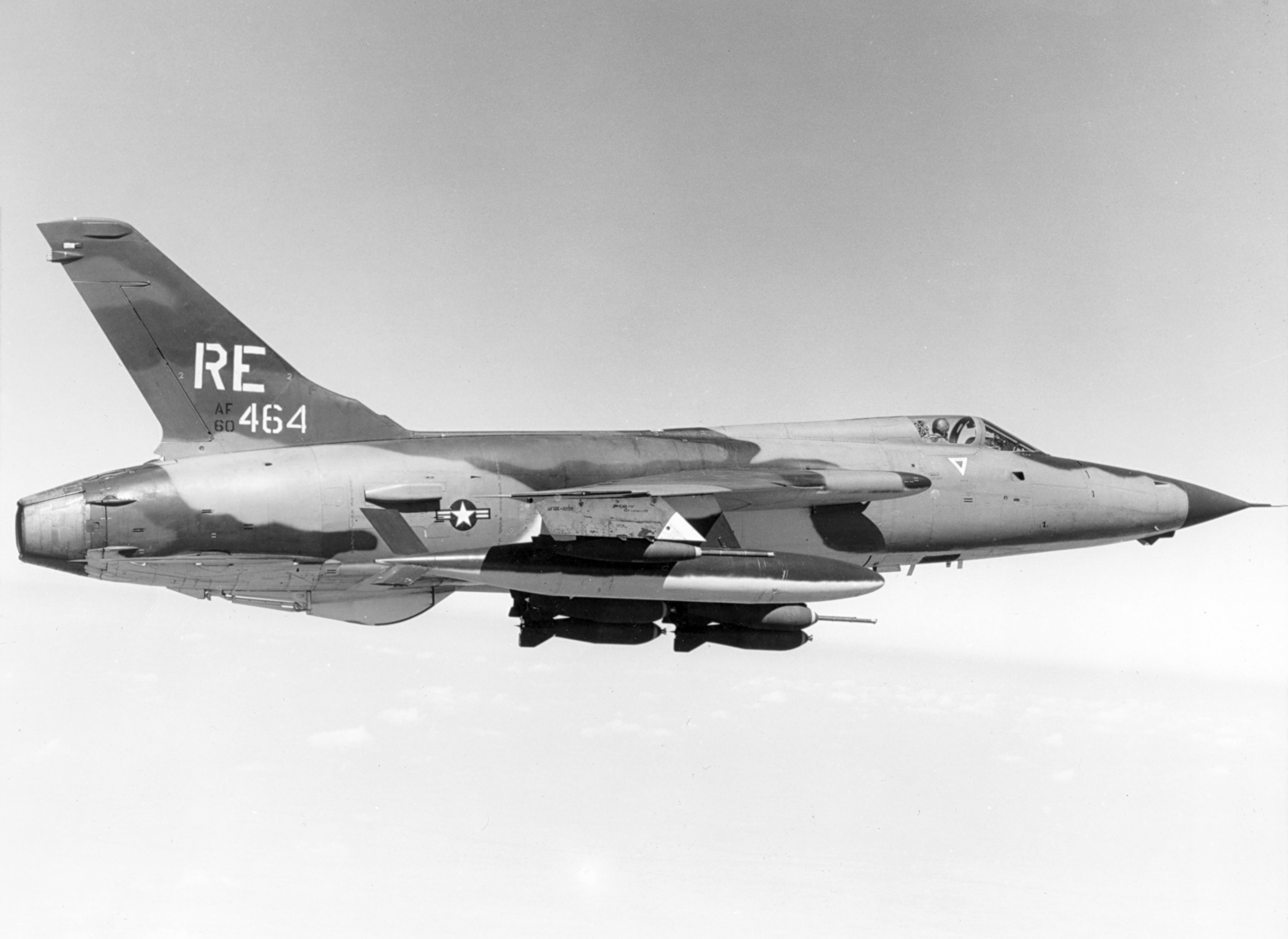
Letoun F-105D kdesi nad Vietnamem, rok 1969–1970

Aby byl naplněn požadavek letectva na letoun do každého počasí, naplánovala společnost Republic v roce 1957 verzi F-105D. Nejdůležitější změny se proto týkaly avioniky a přístrojů v kokpitu. Letoun dostal vylepšený navigační systém AN/ASG-19 Thunderstick, který mohl působit jak v režimu vzduch-vzduch i v režimu vzduch-země. K dalšímu vybavení patřil automatický letový a palebný systém FC-5, vyhledávací a naváděcí radar NASARR R-14A, Dopplerův navigační radar APN-131. Díky novému vybavení vzrostla délka letounu z 19,2 m na 19,6 m. Tato délka nezahrnuje pitotovu trubici, která byla vrácena na nos letounu. Nejdůležitější kulaté přístroje v kokpitu byly nahrazeny svislými páskovými přístroji, které se daly snadněji odečítat, a to hlavně v boji. Také prázdná hmotnost vzrostla hlavně díky elektronice z 11 728 kg na 12 181 kg. Maximální hmotnost vzrostla z 23 587 kg na 23 967 kg.
První letoun verze D poprvé vzlétl 9. června 1959. Verze F-105D se od předchozí lišila v celé řadě dalších detailů. Letoun dostal motor J75-P-19W s pomocným vstřikováním vody, který mohl krátkodobě vyvinout tah až 118 kN, což bylo ceněno kvůli vyšší hmotnosti a horkému a vlhkému prostředí v Jihovýchodní Asii. Upraveno bylo i sání vzduchu, konstrukce a byl dosazen i pevnější podvozek. Nejviditelnější změnou však byla nová prodloužená příď pro nový radar R-14A. Plány na postavení více než 1 500 letounů F-105D byly seškrtány, když ministr obrany Spojených států Robert McNamara rozhodl, že tímto typem nebude vybaveno více než 7 leteckých křídel. V listopadu 1961 byla výroba dále seškrtána ve prospěch letounu F-4 Phantom II, který jako původně námořní stroj přijalo i letectvo Spojených států a v delším časovém horizontu i ve prospěch letounu General Dynamics F-111. Nakonec bylo vyrobeno 610 letounů verze F-105D mezi roky 1959 a 1964. Po dodání prvních strojů byly další výrobní bloky letounů postupně vylepšovány lepší avionikou a dalším vybavením. Takto bylo vyrobeno 353 letounů až do podvarianty F-105D-25, která již obsahovala všechna předchozí vylepšení. Této subvarianty bylo vyrobeno jen 18 strojů, protože všechny předchozí stroje byly na tuto podvariantu upraveny v rámci modernizačního programu s názvem „LOOK ALIKE“. Následovala podvarianta F-105D-30 (39 strojů) a F-105D-31 (135 strojů) se zdvojeným systémem tankování paliva za letu (hadicí a ráhnem).
V roce 1958 společnost Republic zahájila i vývoj dvojmístné verze, tentokrát založené na verzi F-105D. Navázala tím na vývoj již zrušené verze F-105C. To zaujalo i USAF, které na konci roku 1958 objednalo 26 dvoumístných strojů F-105E. Již následující rok však objednávku z rozpočtových důvodů stáhlo. Nebyl postaven ani jeden stroj.

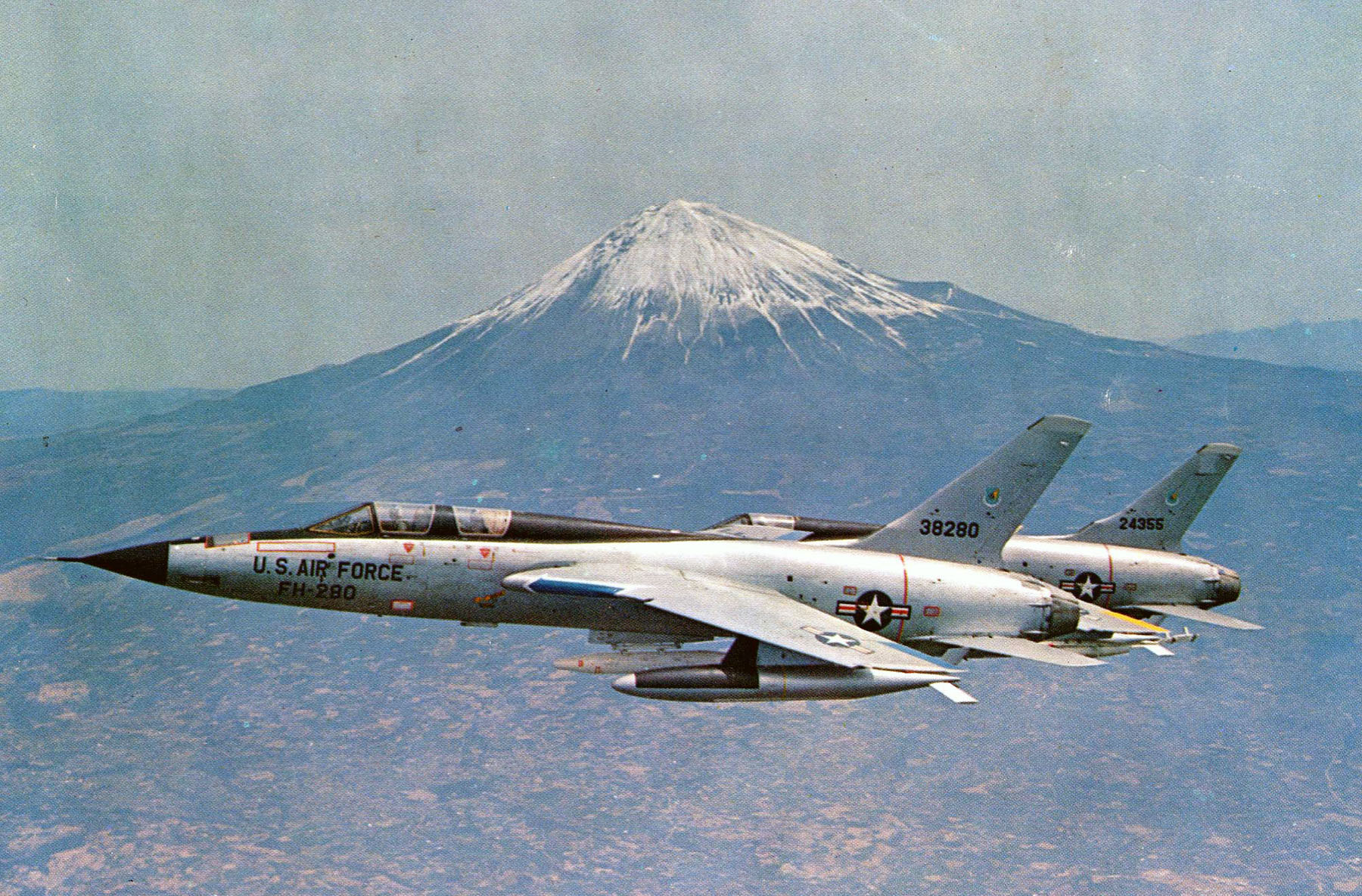
Cvičný letoun USAF F-105F a letoun F-105D s horou Fudži v pozadí

Na dvoumístnou verzi však přesto došlo. USAF nakonec souhlasilo s vývojem cvičné dvoumístné verze založené na letounu F-105D. V květnu 1962 bylo 143 letounů Thunderchief (původně objednaných jako verze F-105D) objednáno v dvoumístné cvičné verzi označené F-105F. Stroj poprvé vzlétnul 11. července 1963. Verze F-105F byla založena na verzi F-105D, avšak prodloužená o 79 cm kvůli druhému kokpitu. Tím se letoun lišil od koncepce F-105E, který měl mít díky zástavbě druhého kokpitu zmenšenou palivovou nádrž, při stejné délce letounu. Druhý kokpit byl oddělený a letoun měl zdvojené řízení. Student měl sedět vpředu a instruktor vzadu, i když výhled instruktora dopředu byl velice špatný. Letoun měl také oba systémy pro doplňování paliva za letu a měl zvětšenou svislou ocasní plochu. Na druhou stranu letoun dosahoval podobných výkonů jako klasická verze F-105D. I když se jednalo o cvičný stroj, byl plně bojeschopný a jako bojový letoun i téměř výhradně sloužil. Poslední z nich byl dodán v lednu 1965, čímž skončila výroba letounů F-105 Thunderchief.
Rozpětí letounu F-105F zůstalo stejné jako u předchozího typu, ale výška vzrostla na 6,1 m kvůli větší svislé ocasní ploše. Rovněž prázdná hmotnost vzrostla z 12 181 kg na 13 798 kg. Zavedení letounů F-105F provázely stejné problémy jako první letouny F-105D, proto byla na letounech provedena stejná vylepšení jako u letounů F-105D v rámci projektu „LOOK ALIKE“.
Nakonec bylo vyrobeno celkem 833 letounů F-105, přičemž výroba byla ukončena v roce 1964. Letoun F-105 byl navržen pro mise v krátké jaderné válce. Jeho nedostatky se tak naplno projevily v dlouhé konvenční válce. Patřilo k nim špatné uspořádání hydraulických systémů a vybavení letounů nesamosvornými palivovými nádržemi.
Od roku 1964 bylo mnoho dvoumístných letounů F-105F převeleno do Vietnamu, kde působily v bojových akcích podobně jako jednomístné stroje. Mnoho z těchto strojů dostalo vybavení pro boj s nepřátelskou protivzdušnou obranou jako letouny přezdívané „Wild Weasel“. Takto upravené stroje se neoficiálně označovaly EF-105F, ale nakonec byly označeny F-105F (WW). Tyto letouny byly dále vylepšeny na plnohodnotné letouny „Wild Weasel“ s označením F-105G.

## Popis

### Celkový přehled

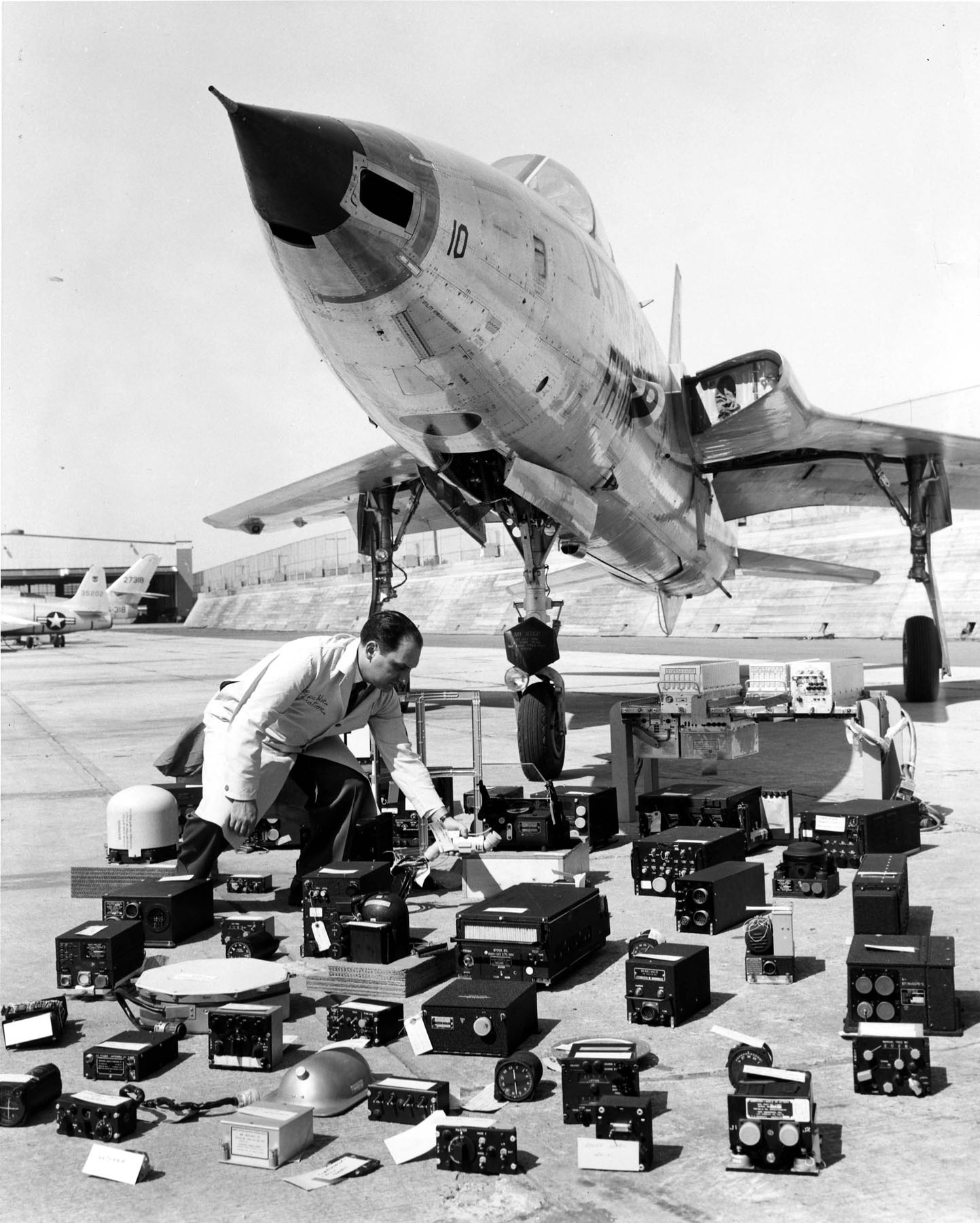
Přední pohled na letoun Republic F-105B s rozloženým avionickým vybavením

Letoun F-105 byl jednoplošný středoplošník s šípovitými křídly a ocasními plochami s úhlem náběžné hrany 45°. Křídla byla vybavena křidélky pro lepší příčné řízení při nižších rychlostech a spoilery pro řízení při vyšších rychlostech. Celá náběžná hrana byla vybavena klapkami. Brzdící štíty byly umístěny kolem výstupní trysky z motoru. Přívod vzduchu k jedinému motoru byl zajištěn pomocí dvou vstupů vzduchu v kořenech křídel, čímž zůstal nos letounu volný pro kryt multifunkčního radaru. Pumovnice měla rozměry 4,8 m x 0,8 m x 0,8 m. Byla původně navržena pro nesení jediné jaderné zbraně Mk.28 nebo Mk.43, ale obvykle v ní byla umístěna další palivová nádrž o kapacitě 1 476 l. Letoun měl čtyři závěsy pod křídly a jeden závěs pod trupem, na kterých mohl být nesen náklad o hmotnosti až 5 443 kg. Na dva vnitřní závěsy a na závěs pod trupem mohly být zavěšeny další přídavné palivové nádrže. Dva vnější závěsy byly určeny pouze pro nesení bomb a raket. Letoun byl dále vyzbrojen jedním rotačním šestihlavňovým leteckým kanónem M61 Vulcan (původně značený T-171E3) ráže 20 mm, který byl umístěn na levé straně nosu letounu. Kanón měl zásobu 1 028 kusů munice. Střely vzduch-vzduch krátkého dosahu mohly být neseny na vnějších návěsech pod křídly.
Letouny F-105D mohly nést až 7 598 kg munice. Výzbroj zahrnovala, mimo leteckého kanónu Vulcan M61A1 ráže 20 mm se zásobou 1 028 kusů munice, klasické letecké pumy o hmotnosti 500 liber (226,8 kg), 750 liber (340,2 kg) a 1 000 liber (453,6 kg), napalmové pumy o hmotnosti 720 liber (326,6 kg) a střely vzduch-vzduch AIM-9 Sidewinder. Tyto střely používané pro obranu letounu se umísťovaly na vnější závěsy pod křídly nebo byly nahrazeny, na rozdíl o letounů F-105B, kontejnery s elektronickými rušičkami.
Letouny F-105B byly vybaveny třemi nádržemi na palivo JP-4 s celkovou kapacitou 3 883,8 l paliva (přední nádrž 1 264,3 l, střední nádrž 916,1 l, zadní nádrž 1 703,4 l a v potrubí 94,6 l paliva). Další palivo mohlo být neseno v přídavných nádržích (1 476,3 l v pumovnici, 2 271,2 l na závěse pod trupem a 2× 1 703,4 l pod křídly). Maximální přeletová vzdálenost letounu přesahovala 3 000 km, ale s plnou výzbrojí dolet letounu činil jen o něco málo více než 200 mil (322 km), proto byl letoun vybaven na levé straně před kokpitem výsuvným nástavcem pro tankování paliva za letu.
Rovněž letouny F-105D byly vybaveny výklopným nástavcem pro tankování za letu pomocí tankovací hadice, od poloviny roku 1962 byly letouny F-105D dovybaveny druhým zařízením pro tankování za letu pomocí ráhna, které používaly tankovací letouny USAF. Toto zařízení bylo umístěno před kokpitem.
Letoun F-105B pilotoval jeden pilot, který seděl ve vystřelovacím sedadle zkonstruovaným společností Republic. Prvních 10 letounů mělo za hlavním překrytem kokpitu dvě malá boční okénka, která již další stroje neměly.
F-105 byl navržen hlavně pro hloubkové útoky a jeho velká rychlost v malé výšce byla jeho hlavní výhodou při setkání s nepřátelskými stíhačkami typu MiG-17/J-5 a MiG-21. Letouny F-105 si připsaly 27,5 vzdušných vítězství. Na základě bojových zkušeností byly letouny F-105D vylepšeny vybavením lepším vystřelovacím sedadlem, přidáním pancéřování, lepších mířidel pro kanón a kontejnerem pro elektronické rušení (ECM) na křídle.

### Zkušenosti posádek

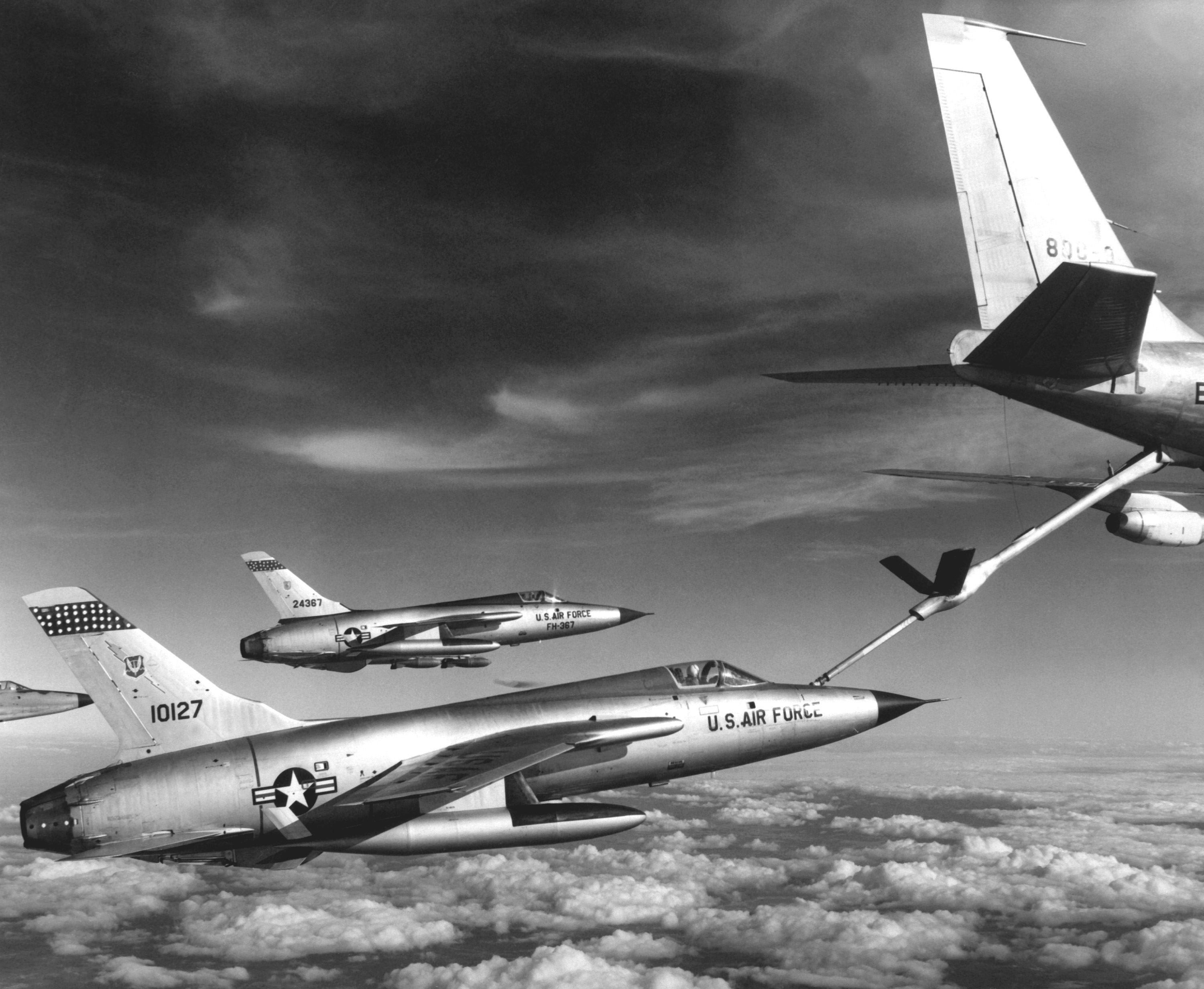
Letouny F-105D Thunderchief doplňují palivo z letounu Boeing KC-135 pomocí tankovacího ráhna.

Bývalý pilot letounů North American F-86 Sabre Jerry Noel Hoblit si vzpomíná, jak užasle hleděl na velikost letounu F-105, když jej poprvé uviděl. Nemohl dosáhnout na vstup vzduchu do motoru, ani když se rozběhl a vyskočil do výše. Letoun F-105 měl prostorný kokpit s dobrým výhledem pro pilota a dobrým uspořádání přístrojů. Pokročilou elektroniku se piloti snadno a rychle naučili ovládat. Vzlet a přistání probíhalo při rychlostech 230 mph (370 km/h).
První reakce stíhacích pilotů na nový letoun byla vlažná. Kvůli svým mohutným rozměrům a problémovým začátkům ve službě si letoun vysloužil řadu nelichotivých přezdívek. Kromě již výše zmíněné obvyklé přezdívky „Thud“ (Bouchnutí nebo rána), se letounu říkalo i „Squat Bomber“ (Zavalitý bombardér), „Lead Sled“ (Olověné sáně), „Hyper Hog“ (Hyper prase) nebo „Ultra Hog“ (Ultra prase). Jeho pozitivní vlastnosti, ke kterým patřilo citlivé ovládání, vysoká rychlost v malé výšce a elektronické vybavení, však na některé piloty zapůsobilo. Pro některé se stala přezdívka „Thud“ pozitivním slovem a zpětně začali říkat letounu RF-84F Thunderflash „Matka Thuda“. Pilot letounu F-105 plukovník Jack Broughton řekl o přezdívce letounu: „Thud ospravedlnil sám sebe, a jméno, o kterém se původně mluvilo s úšklebkem, se stalo jedním z nejrespektovanějších u vzdušného bratrstva.“

### Zvláštní úpravy

#### Commando Nail

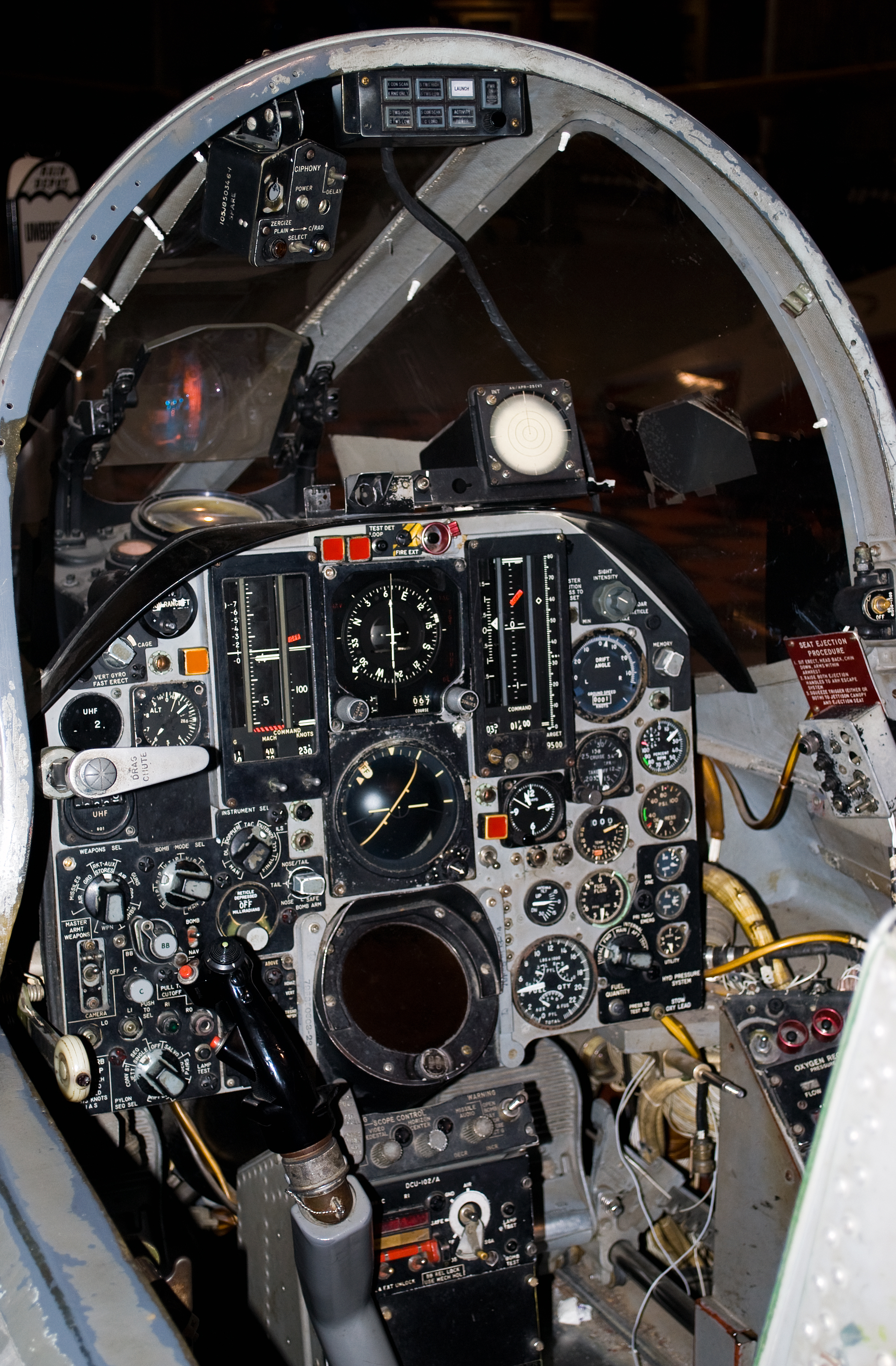
Kokpit letounu F-105 Thunderchief

Zadní kokpit několika dvoumístných letounů F-105F byl upraven v rámci projektu Commando Nail instalací radaru R-14A s vysokým rozlišením. Tyto letouny byly používány k letům za každého počasí a v noci v malých výškách proti zvlášť nebezpečným cílům v rámci 13. taktické stíhací perutě (1966–1975) pojmenované „Ryan's Raiders“ od dubna 1967. Některé z těchto letounů byly po čase upraveny na standard „Wild Weasel III“.
Ve snaze mařit útoky MiGů bylo několik letounů F-105F vybaveno rušícím systémem společnosti Hallicrafters QRC-128 v rámci projektu Combat Martin. Severovietnamští stíhači se totiž drželi sovětské doktríny protivzdušné obrany, kdy byli piloti naváděni na cíle pozemními operátory přes radiové spojení. QRC-128, přezdívané „Colonel Computer“, bylo umístěné v zadním kokpitu letounu. Toto zařízení znovu vysílalo přijaté radiové komunikace se zpožděním, což způsobovalo nepříjemné zkomolení radiové zprávy. Nicméně po prvním použití systému v rámci projektu Combat Martin Národní bezpečnostní agentura Spojených států (NSA) nařídila letectvu (USAF) používání rušiček okamžitě ukončit, protože systém rušil i vlastní radiový odposlech protivníka, který NSA prováděla. NSA věřila, že užitek z odposlouchávání radiové komunikace převažuje užitek z jejich rušení. Některé z těchto letounů byly nakonec přestavěny do standardu „Wild Weasel III“.

#### Thunderstick II
Zkušenosti z Vietnamu ukázaly, že je nutné zlepšit schopnosti v bombardování, a to jak ve vizuálním bombardování, tak i v bombardování naslepo. V březnu 1968 letectvo objednalo vývoj nového bombardovacího a navigačního systému, zahrnující přijímač inerciálního navigačního systému LORAN a polovodičovou elektroniku pro radar R-14A. Přetrvávající problémy s přijímačem AN/ARN-85 LORAN vyústily v jeho nahrazení přijímačem AN/ARN-92. Tento systém byl umístěn na hřbetě letounu. Letouny, známé pod přezdívkou Thunderstick II, vybavené tímto systémem dosahovaly průměrné odchylky zásahu cíle 15 m z výšky 15 000 stop (4 600 m). Ačkoliv první letoun Thunderstick II poprvé vzlétnul v roce 1969, nebyl nikdy použit ve Vietnamu. Nakonec bylo touto modifikací vybaveno 30 letounů F-105D.

### Wild Weasel

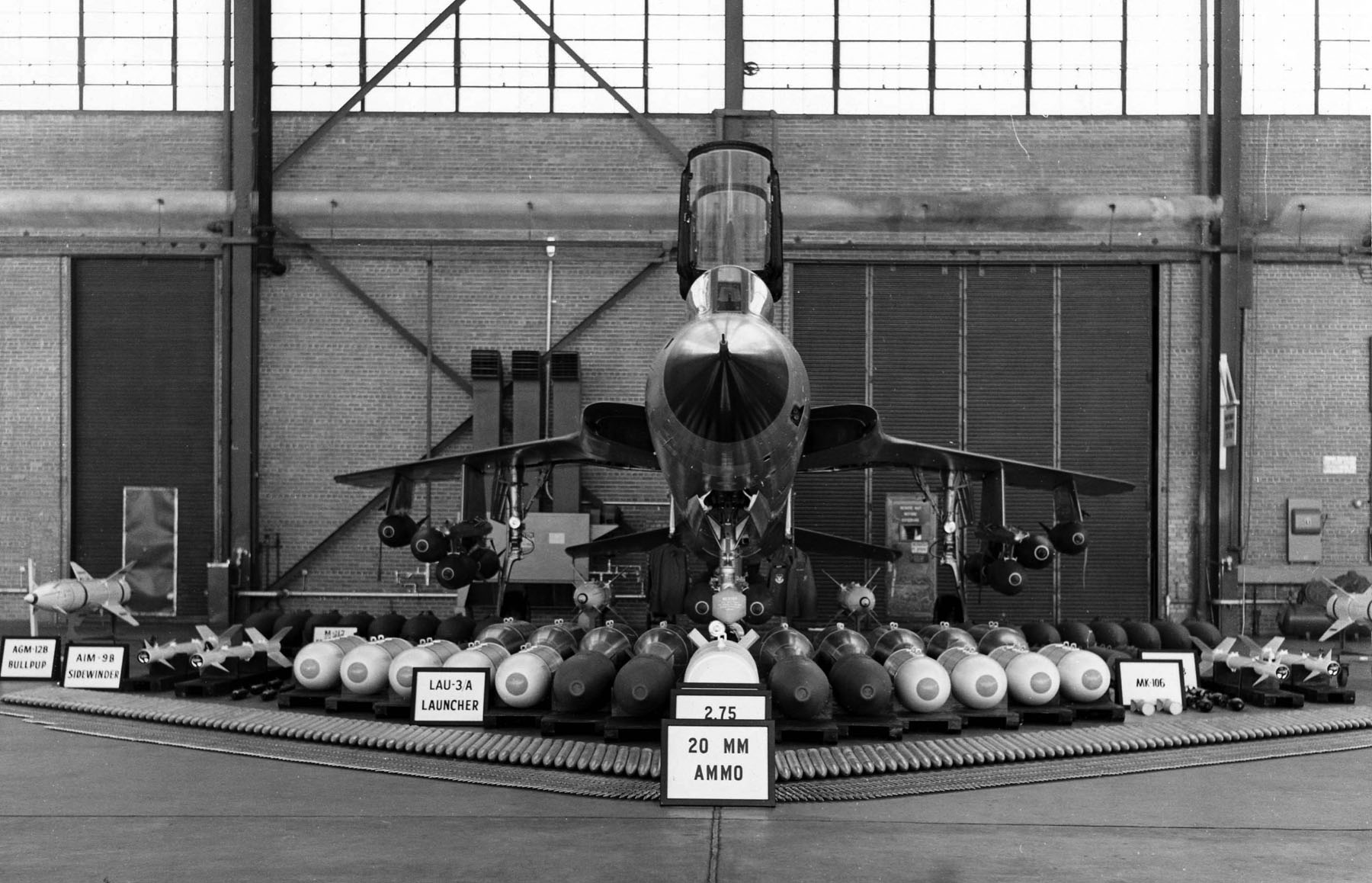
Letoun F-105F s možnou výzbrojí a výstrojí v srpnu 1964.

V roce 1965 začalo USAF používat dvoumístné letouny F-100F Super Sabre speciálně vybavené pro umlčování nepřátelské protivzdušné obrany (SEAD) při akcích ve Vietnamu. Tyto letouny pod přezdívkou „Wild Weasel“ (Divoké lasičky) zaznamenaly mnoho vítězství proti severovietnamským stanovištím střel země-vzduch. Druhým členem posádky byl navigátor, který byl vycvičen jako operátor elektronických systémů (Electronic Warfare Officer, zkráceně EWO), jenž vyhodnocoval data z elektronických systémů a naváděl pilota na cíle. Nicméně letoun F-100F byl jen dočasným řešením, protože mohl nést jen omezené množství výzbroje, takže ke splnění jednoho úkolu bylo často třeba několika letounů, a také postrádal rychlost a vytrvalost do jisté míry chránící letouny F-105.
Výsledkem bylo vytvoření letounu EF-105F Wild Weasel III (označení EF se běžně používá, ale jedná se o označení neoficiální), který vybaven senzory, protiradarovými střelami AGM-45 Shrike a konvenčními leteckými pumami, dostal takový útočný potenciál, který scházel letounům F-100F. První z těchto letounů poprvé vzlétnul 15. ledna 1966 a první z nich přišly do Jižního Vietnamu v květnu 1966, přičemž první misi podnikly 6. června 1966, přičemž pět jich bylo přiděleno k 13. TFS v Koratu (Thajsko) a dalších šest k 354. TFS v Takhli (Thajsko). Na verzi Wild Weasel bylo upraveno celkem 86 letounů F-105F.

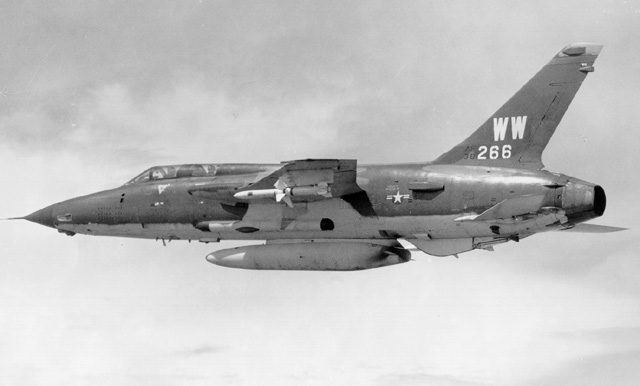
Letoun F-105G za letu.

Během typické mise těchto prvních letounů jeden letoun EF-105F doprovázel jednu nebo dvě letky letounů F-105D, kterým poskytoval ochranu před palbou ze země. Tato strategie efektivně snížila ztráty letounů F-105D, ale letouny Wild Weasel utrpěly těžké ztráty, přičemž 5 z prvních 11 letounů bylo ztraceno v červenci a srpnu 1966. Útoky na vysoce rizikové cíle prováděly tyto letouny v rámci operací „Iron Hand (Železná ruka)“, kdy působily ve smíšených sestavách lovec-zabiják jednomístné a dvoumístné verze letounů Thunderchief. Během těchto akcí umlčovaly body protivzdušné obrany a napadaly i jiné cíle. Na podzim 1967 začaly být upravené letouny F-105F přestavovány na definitivní verzi Thunderchief Wild Weasel s označením F-105G. Celkem bylo takto upraveno 54 strojů.
F-105G nesl velké množství nové avioniky specifické pro SEAD letouny. Ta zahrnovala i vylepšený radarový systém, který si vyžádal úpravu konců křídel. Pro uvolnění venkovních závěsů pro další vyzbroj, bylo elektronické rušící vybavení Westinghouse AN/ALQ-105 trvale instalováno pod trupem pod dvojicí dlouhých vystouplých krytů. Třicet letounů bylo vybaveno pylony pro nesení protiradarových raket AGM-78 Standard ARM. Na typické misi nesl letoun F-105G dvě střely Shrike na vnějších pylonech, jediná střela Standard ARM na vnitřním pylonu byla vyvážena přídavnou palivovou nádrží o kapacitě 1 700 l na druhé straně a palivovou nádrží o kapacitě 2 500 l v ose letounu pod trupem.

## Služba

### Zavedení

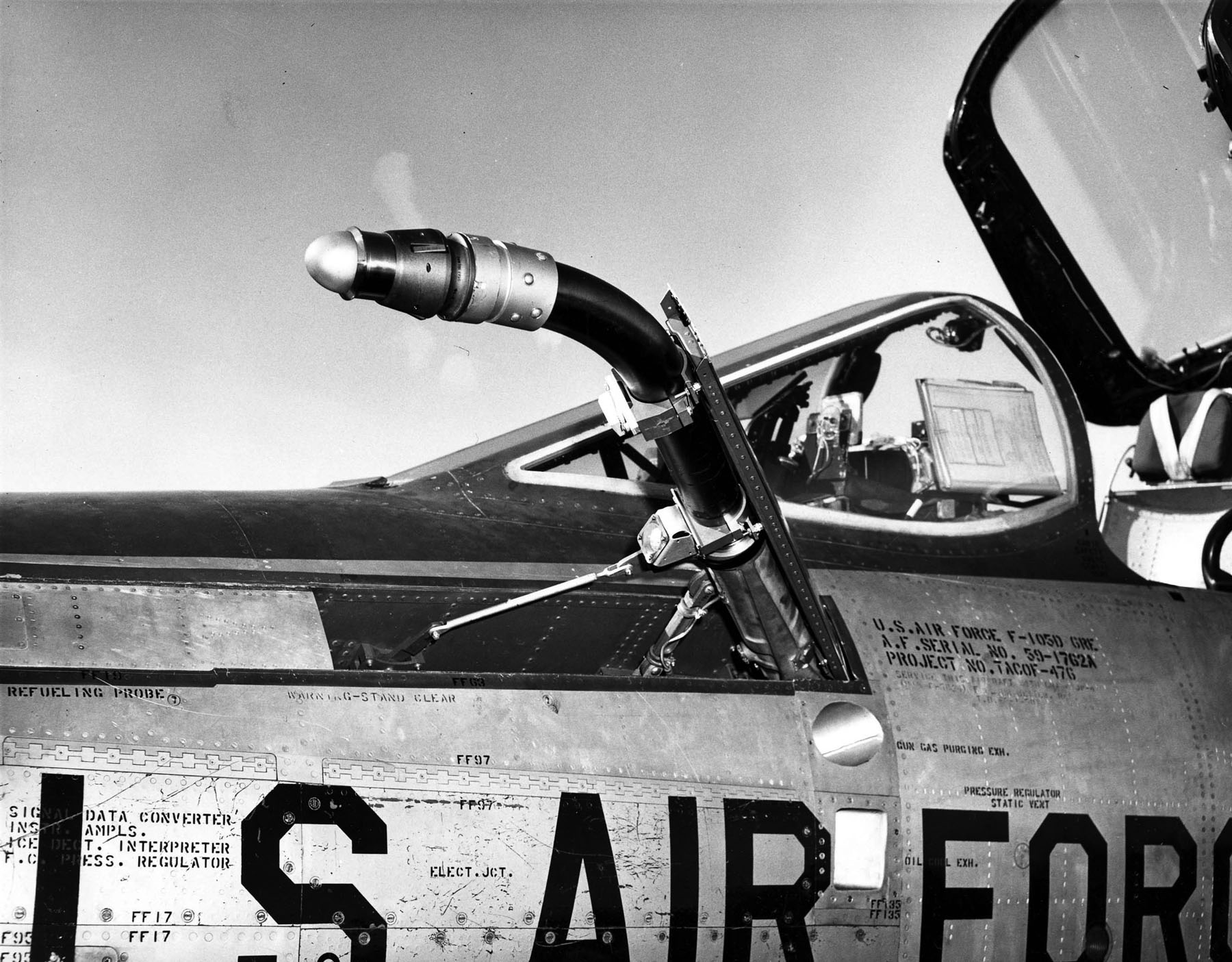
Detail nástavce pro tankování za letu letounu F-105D. Tato verze letounů byla vybavena oběma typy zařízení pro tankování za letu – tímto nástavcem pro tankování z hadice a zařízením pro tankování pomocí ráhna.

Letouny F-105B vstoupily do služby u USAF v rámci Taktického leteckého velitelství (Tactical Air Command) u 335. taktické stíhací perutě (4. taktické stíhací křídlo) v srpnu 1958 (první letoun byl dodán 26. května 1958), ačkoliv peruť dosáhla plné operační způsobilosti až v roce 1959. Druhou jednotkou vybavenou letouny F-105B byla 334. taktická stíhací peruť. 11. prosince 1959 ustanovil letoun F-105B, který pilotoval brigádní generál Joseph Moore (velitel 4. taktického stíhacího křídla), světový rychlostní rekord 1 958 km/h na uzavřeném 100 km okruhu. Zpočátku byly zaznamenány potíže s avionikou a systémem ovládání palby MA-8. Letoun F-105 potřeboval obvykle 150 hodin údržby na jednu letovou hodinu. Většina těchto problémů byla vyřešena v rámci projektu Project Optimize. Nedostatek náhradních dílů vyvrcholil krátkým odstavením celé flotily letounů F-105B v roce 1960.
Od počátku 60. let 20. století začaly jednotky přezbrojovat na novější letoun F-105D. Od roku 1964 byly všechny letouny F-105B převeleny k letecké národní gardě Spojených států, kde sloužily až do roku 1982. Ani jeden z letounů F-105B nesloužil na bojišti ve Vietnamu. V první linii byly nahrazeny definitivní verzí F-105D, která nesla vyspělý radar NASARR R-14A a systém řízení palby AN/ASG-19 Thunderstick, což umožňovalo letounu působit za každého počasí. Radar R-14A také umožnil let kopírováním terénu.

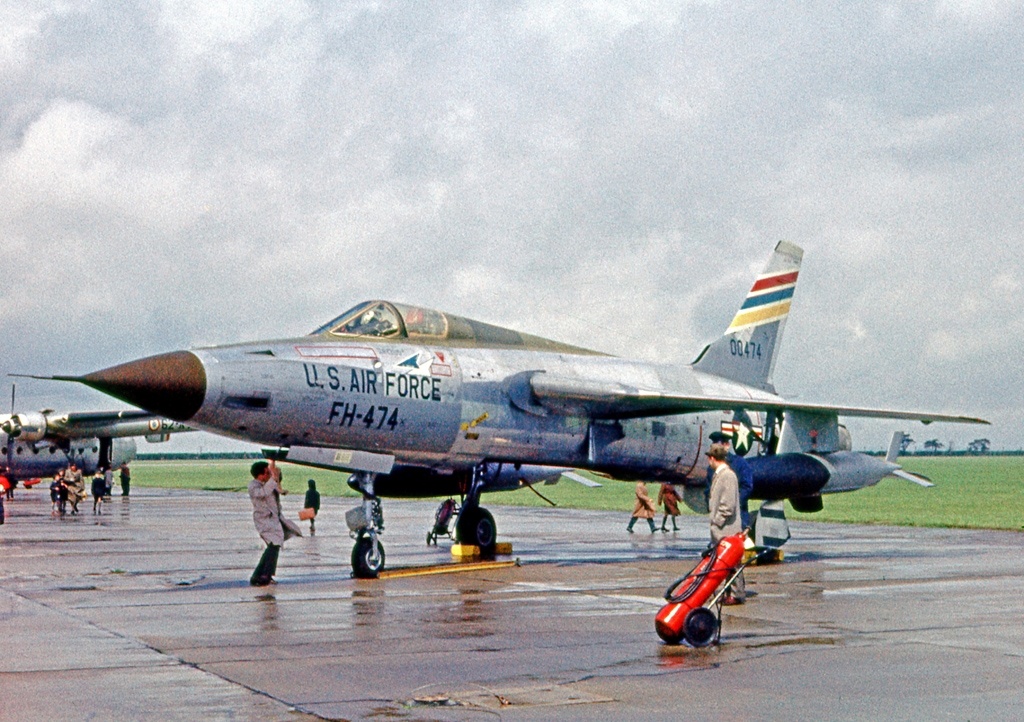
Republic F-105D z 36. taktického stíhacího křídla na základně Bitburg, Západní Německo v roce 1962.

Letoun F-105D vstoupil do služby u 335. taktické stíhací perutě v září 1960, i když operační způsobilosti dosáhla peruť až v roce 1961. První zámořské jednotky letounů F-105 byly zformovány v Západním Německu v roce 1961 na základně Bitburg (květen 1961) v rámci 36. taktického stíhacího křídla a na základně Spangdahlem (říjen 1961) v rámci 49. taktického stíhacího křídla. Úkolem obou křídel bylo hlavně provádění taktických jaderných úderů v rámci sil NATO. Letouny F-105D byly dopraveny i do tichomoří na základnu Kadena na Okinavě.
Podobně jako u letounů F-105B, byly i letouny F-105D zpočátku postiženy problémy s údržbou a závadami během letu. Původ přezdívky „Thud“ byl nejasný, někteří říkali, že se jmenuje podle zvuku, který vydává náraz letounu F-105 do země. Celá flotila letounů F-105D byla odstavena v prosinci 1961 a poté znovu v červnu 1962. Mnoho problémů bylo postupně vyřešeno a vylepšení byly zapracovány do výroby u nově vyráběných letounů. Od roku 1964 byly zpětně upravovány i dříve vyrobené letouny v rámci projektu Look Alike, ačkoliv selhání motoru a problémy s palivovým systémem přetrvávaly až do roku 1967.
Mezi roky 1960 a 1965 bylo ztraceno více než 60 letounů F-105D při explozích motoru nebo při jiných nehodách. To bylo příčinou, že letouny byly několikrát odstaveny z provozu, než byly provedeny potřebné úpravy.

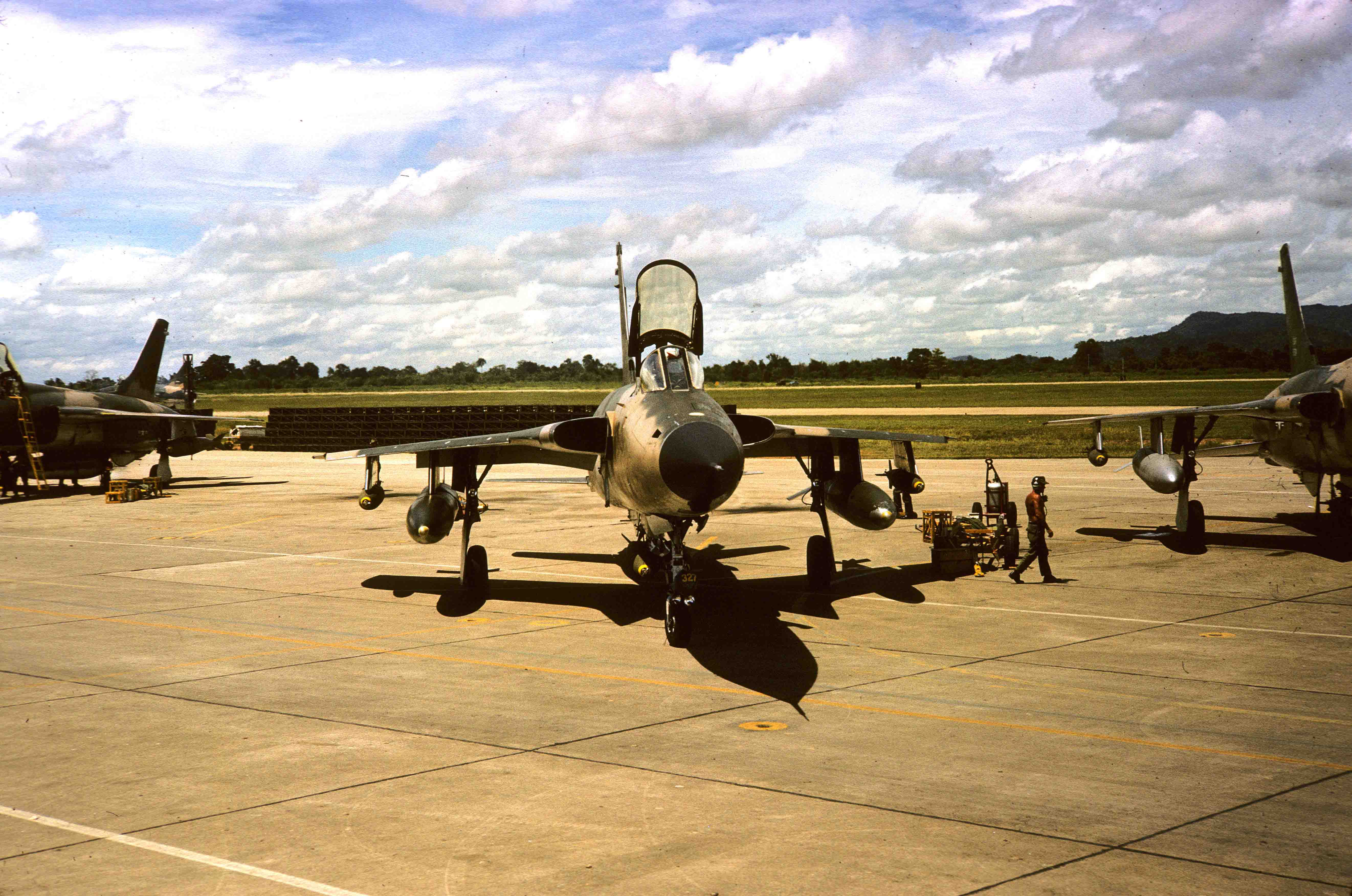
F-105D na letecké základně Takhli v Thajsku.

Mezitím USAF postupně změnilo určení letounů z taktického jaderného úderu na konvenční bombardování. V rámci projektu LOOK ALIKE byla zvýšena kapacita v nesení bomb ze 4 na 16 konvenčních leteckých pum o hmotnosti 340 kg (750 liber), které byly neseny pod křídly a trupem. Dále bylo přidáno vybavení pro vypouštění střel vzduch-země AGM-12 Bullpup. V červnu 1961 nesl letoun F-105D zkušebně 15 430 liber (7 000 kg) leteckých pum. V té době se jednalo o hmotnostní rekord nesené výzbroje jednomotorovým letounem. V rámci projektu „LOOK ALIKE“ byly rovněž vyměněny kabely, hydraulické a palivové rozvody. Bojové zkušenosti z Vietnamu si vynutily další vylepšení. Původní letouny v barvě kovu dostaly kamufláž používanou v Jihovýchodní Asii. Dále bylo zjištěno, že druhý hydraulický systém je umístěn příliš blízko prvního systému, což činilo hydraulické obvody zranitelné nepřátelskou palbou. Letouny proto dostaly třetí systém, který byl umístěn v horní části letounu, což zvýšilo odolnost letounu v boji. Byl doplněn systém varování při zachycení nepřátelským radarem protivzdušné obrany. Na nos letounu byla namontována bojová kamera pro vyhodnocování misí.

### Thunderbirds
V květnu 1963 se předváděcí tým USAF známý pod označení Thunderbirds rozhodl, že od roku 1964 vymění své stroje F-100C Super Sabre za letouny F-105B. Stal se tak prvním předváděcím týmem vybaveným letouny schopných dosáhnout rychlosti Mach 2. USAF proto vybralo 9 letounů, které odeslalo k provedení úprav. Letouny měly odstraněný navigační systém, letecký kanón, systém řízení palby a další vybavení. Dodán byl naopak balast pro vyvážení letounu, generátor dýmu s nádrží a výztuhy trupu a křídel. Upraveny byly i ocasní plochy a kryt nosu letounu. Takto upravené letouny byly dodány mezi 25. lednem a 16. dubnem 1964.
Po pouhých 5 ukázkách došlo 9. května 1964 při šesté ukázce na letecké základně Hamilton v Kalifornii k tragické nehodě, když se letoun rozpadl za letu, přičemž zahynul kapitán Gene Devlin. Bylo zjištěno, že příčinou bylo přetížení draku letounu, což vedlo k úpravě zbývajících strojů F-105B a prvních F-105D.
Následně došlo k opětovnému zavedení letounů F-100 Super Sabre. Letectvo sice uvažovalo o opětovném zavedení letounů u týmu Thunderbirds, ale již k tomu nedošlo. Zbývajících 8 letounů bylo upraveno zpět do původní konfigurace a následné předáno letecké národní gardě New Jersey.

### Válka ve Vietnamu

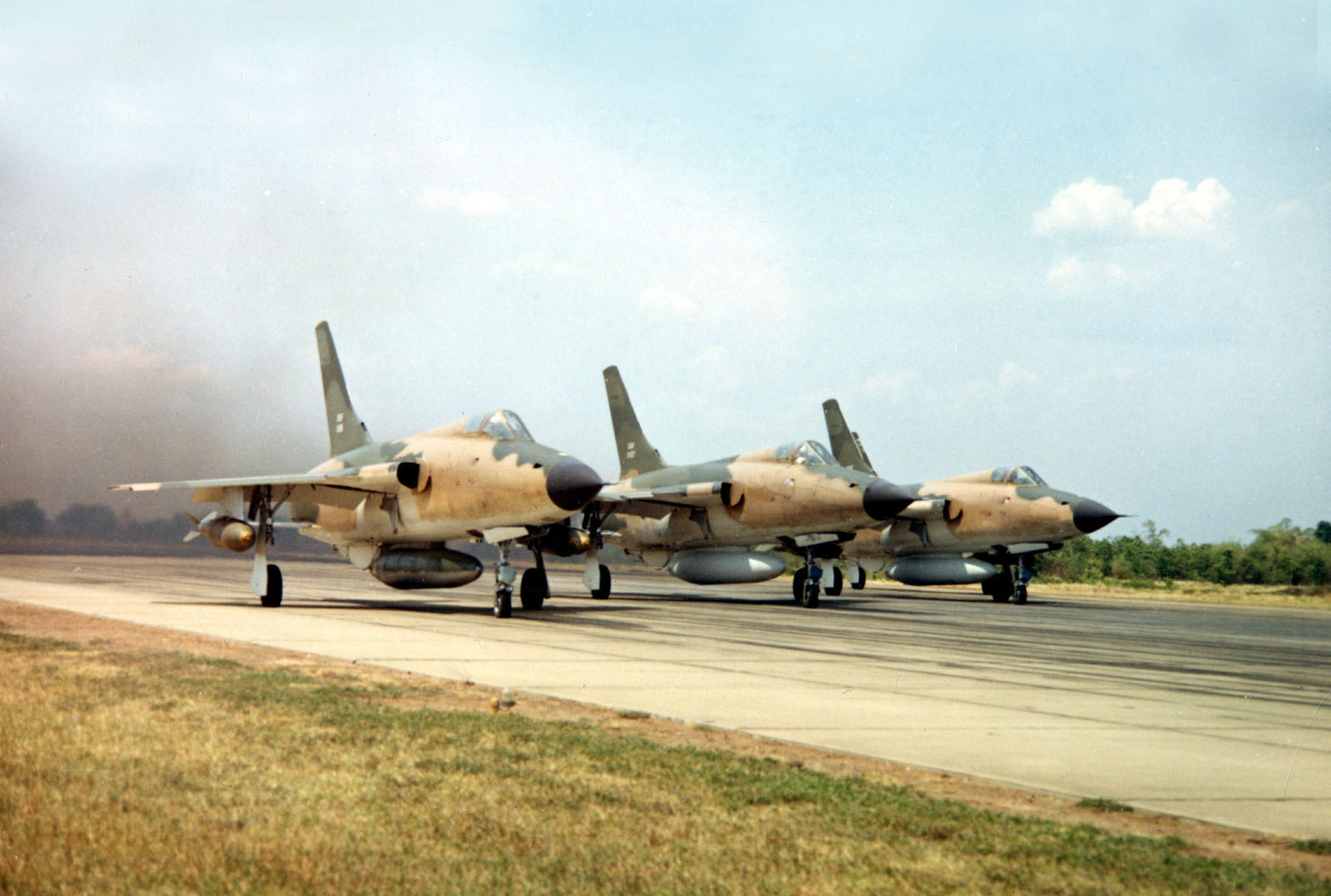
Tři letouny F-105 startují k náletu na Severní Vietnam v roce 1966

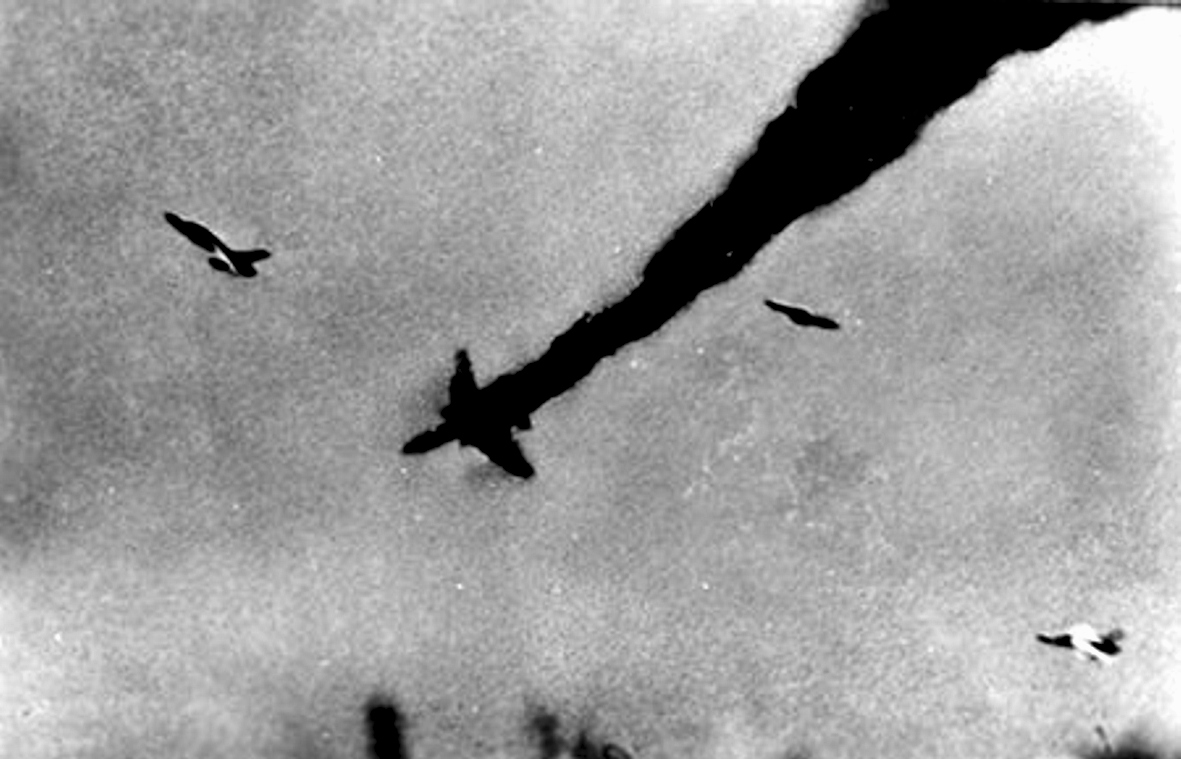
F-105D Thunderchief sestřelený nad severním Vietnamem.

Navzdory obtížným počátkům jejich operační služby, se letouny F-105 staly dominantním útočným letounem na počátku války ve Vietnamu. F-105 mohly nést více než dvojnásobné množství bomb a navíc i na delší vzdálenost a vyšší rychlostí než letoun F-100, který byl většinou používán v Jižním Vietnamu. Jakoby předstínil svou roli „Divokých lasiček“, první bojová mise letounu F-105D směřovala 14. srpna 1964 proti protiletecké baterii na Plaine des Jarres. Tuto akci provedl letoun 36. TFS převelené ze základny Yokota v Japonsku na základnu Korat v Thajsku. První Thunderchief ztracený v této válce, byl rovněž ztracen během této mise, ačkoliv se pilotovi podařilo vrátit se s letounem na základnu Korat. První skutečně úderná mise proběhla 13. ledna 1965 při zničení mostu Ben Ken v Laosu. Na počátku roku 1965 byly na thajské základny Korat a Takhli přesunuty další perutě letounů F-105. V době spuštění operace Rolling Thunder v březnu 1965, byly již letouny F-105 přítomny ve velkém počtu, aby se ze svých základen mohly intenzivně zapojit do bombardovacích misí.
3. srpna 1965 bylo 79 letounů, včetně 45 letounů F-105 Thunderchief, posláno proti mostu Thanh Hoa přezdívaném „Dračí čelist (Dragon's Jaw)“. Následujícího dne zaútočily vietnamské MiGy na letouny provádějící druhou vlnu náletu. Celkem 8 MiGů-17 stálo proti 46 letounům F-105, které jako ochrana doprovázelo 21 letounů F-100 Super Sabre. Letouny MiG-17 se za pomoci vyšší výšky a krytí v mracích vyhnuly doprovodným letounům a zaměřily se na bombami obtěžkané letouny F-105. Dva z nich byly sestřeleny a třetí byl sestřelen ze země, ačkoliv vietnamská strana později tvrdila, že jej sestřelil rovněž MiG-17. Letouny F-100 hlásily jenom jeden pravděpodobně sestřelený MiG-17, ačkoliv Vietnamci uváděli, že 3 jejich stroje sestřelily stroje F-105. Jeden letoun F-105 těsně unikl. Náčelník štábu USAF generál John P. McConnell prý doslova „šílel“, když se dozvěděl, že dva moderní stroje F-105 byly zničeny podzvukovými severovietnamskými MiGy z éry války v Koreji. Most Thanh Hoa odolával dlouho mnoha leteckým útokům letounů F-105, tak i útokům letounů námořnictva Spojených států.
Během typické bojové mise nad Severní Vietnam letoun F-105 obvykle nesl dvě palivové přídavné nádrže po 1 703 l pod křídly, jednu palivovou nádrž s kapacitou 1 476 l v pumovnici a 5 leteckých pum o hmotnosti 1 000 liber (450 kg) nebo 6 leteckých pum o hmotnosti 750 liber (340 kg). Bylo potřeba doplnit palivo ve vzduchu, a to někdy i během návratu od 1 100 km vzdálené Hanoje. F-105 obvykle nalétaly na Hanoj hornatým terénem přezdívaným Thud Ridge, aby se vyhnuly protivzdušné obraně kolem města. Plukovník Jack Broughton létající na letounu F-105 ve Vietnamu poznamenal, že při letech poblíž Hanoje „prostě nebylo místo na chybu“.

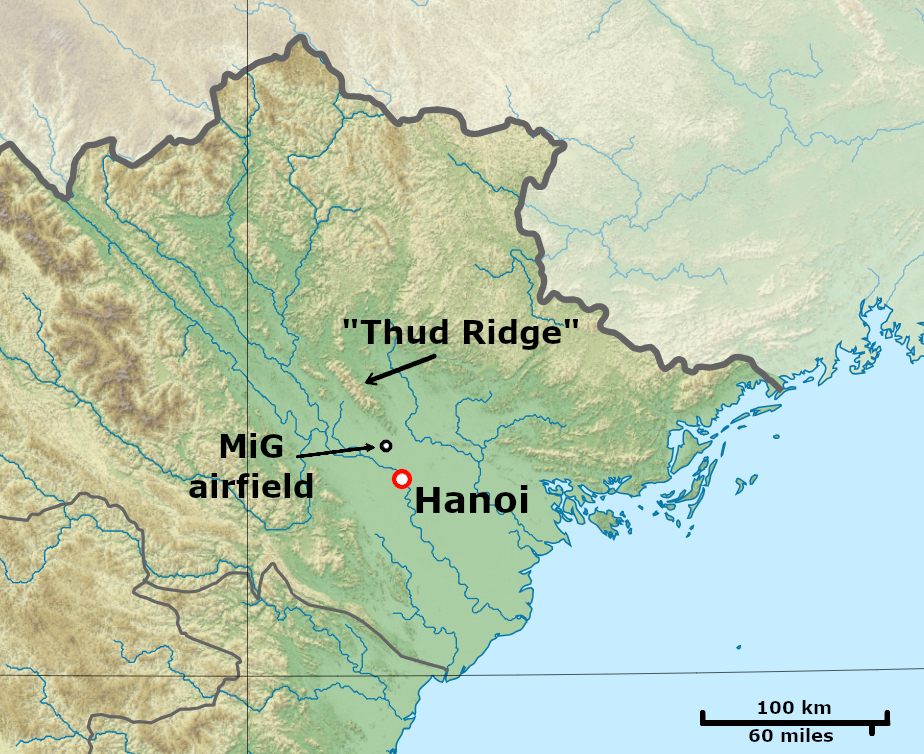
Oblast „Thud Ridge“ a letiště MiGů v jejím jižním rohu

11. srpna 1967 letouny F-105D z 335. taktické stíhací perutě s podporou letounů F-105 Wild Weasel z 338. taktické stíhací perutě provedly první z mnoha úspěšných útoků na most Paula Doumera přes Rudou řeku v Hanoji. Létání v malých výškách a střemhlavé bombardování způsobovalo, že se letouny F-105 občas dostávaly do těžké palby vietnamských protileteckých zbraní. Celkem bylo v Jihovýchodní Asii ztraceno 395 letounů F-105, přičemž 334 (296 F-105D a 38 dvoumístných strojů F-105) bylo ztraceno činností nepřítele a 61 bylo zničeno při nehodách.
Letouny USAF F-105 byly obvykle doprovázeny stroji F-4, které je měly chránit před nepřátelskými stíhačkami. Přesto si však letouny Thunderchief oficiálně připsaly 27,5 vzdušných vítězství nad nepřátelskými stíhačkami, přičemž samy ztratily v boji s nimi 17 letounů Všech těchto vítězství dosáhly letouny F-105 proti letounům MiG-17. Z těchto vzdušných vítězství bylo 24,5 dosaženo s pomocí leteckého kanónu a tři pomocí střely AIM-9 Sidewinder.
Svou poslední bojovou misi ve Vietnamu letoun F-105 uskutečnil 6. října 1970.

### Nositelé Medaile cti
Dva piloti letounů Wild Weasel obdrželi Medaili cti (Medal of Honor):
- Kapitán USAF Merlyn H. Dethlefsen obdržel Medaili cti a kapitán Kevin „Mike“ Gilroy obdržel letecký kříž letectva Spojených států za misi provedenou 10. března 1967 na stroji F-105F Wild Weasel, sériové číslo 63-8352. Poté, co byl jejich letoun poškozen palbou ze země, se Dethlefsen a Gilroy rozhodli zůstat v prostoru nad ocelárnou Thai Nguyen dokud nebylo stanoviště střel země-vzduch odhaleno a zničeno.[94]
- Kapitán USAF Leo K. Thorsness obdržel Medaili cti a kapitán Harold Johnson obdržel letecký kříž letectva Spojených států za misi provedenou 19. dubna 1967 na stroji F-105F Wild Weasel, sériové číslo 63-8301. Thorsness a Johnson chránili pokus o záchranu jiné posádky Wild Weasel, která byla sestřelena, přičemž se jim podařilo sestřelit dva letouny MiG-17. Poté, co jim došla munice, se jim podařilo vylákat další MiGy od záchranného letounu.[95]

### Vyřazování letounů

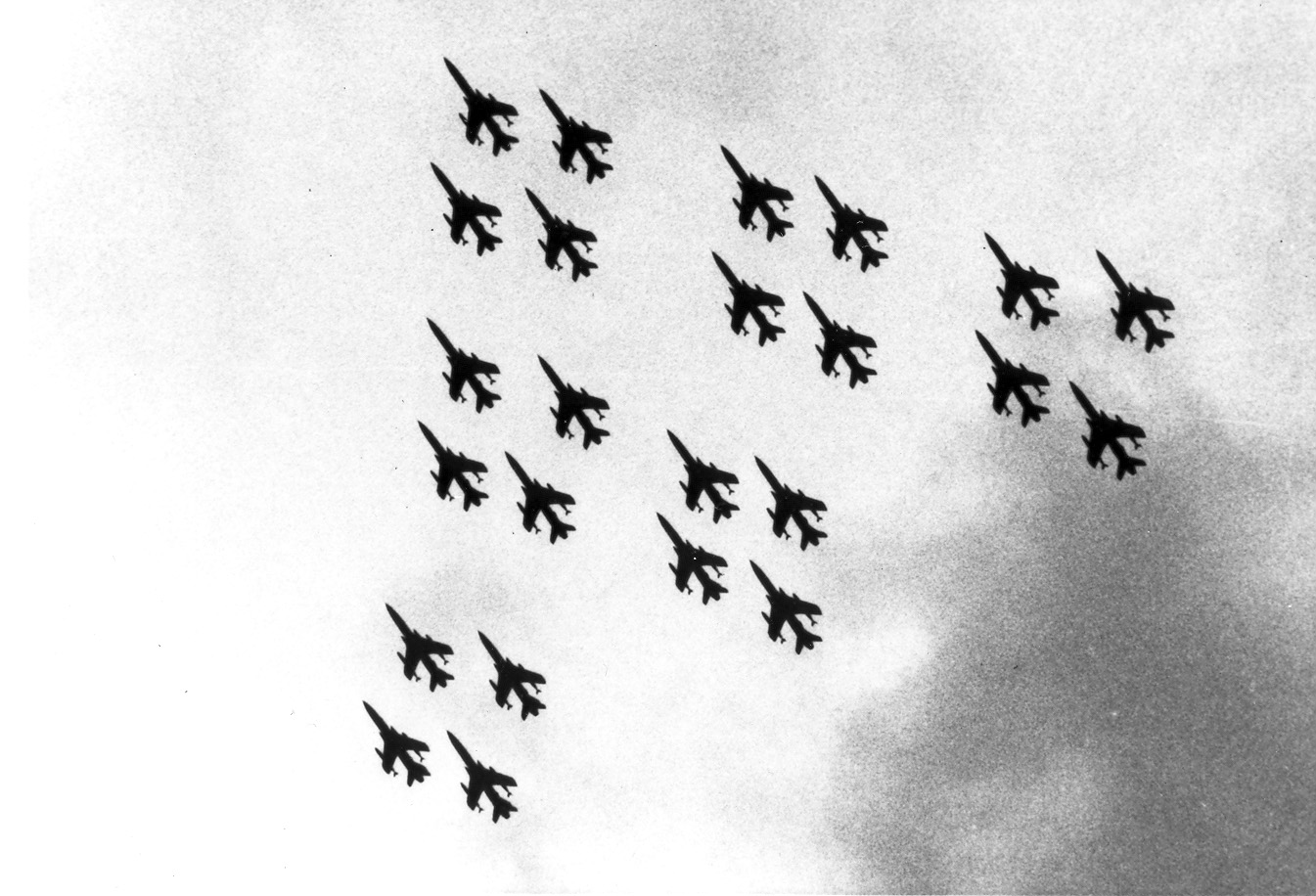
24 letounů letících ve formaci 4. června 1983.

Jak výroba letounů F-105 končila, byl letoun na vietnamském bojišti postupně nahrazován jinými letouny a to hlavně letouny McDonnell Douglas F-4 Phantom II. V říjnu 1970 se 355. taktické stíhací křídlo ze základny Takhli v Thajsku, poslední jednotka vybavená letouny F-105D ve Vietnamu, začalo stahovat zpět do Spojených států. Letouny F-105G Wild Weasel však sloužily až do konce války. Tyto stroje byly postupně nahrazovány letouny F-4G Wild Weasel IV.
Po skončení války ve Vietnamu byly letouny rychle vyřazovány ze služby u USAF. Z 833 vyrobených letounů bylo téměř 50% ztraceno ve Vietnamu. USAF zahájilo v roce 1973 přidělování zbývajících letounů k leteckým zálohám (AFRES) a k letecké národní gardě Spojených států (ANG). Koncem 70. let 20. století byly již tyto letouny zastaralé a obtížně udržovatelné. Poslední letouny F-105G sloužící u 128. taktické stíhací perutě letecké národní gardy státu Georgie byly vyřazeny 25. května 1983. Poslední let letounu F-105 Thunderchief byl uskutečněn u leteckých rezerv letectva Spojených států u 466. taktické stíhací perutě letounem F-105D 25. února 1984.

## Dochované letouny

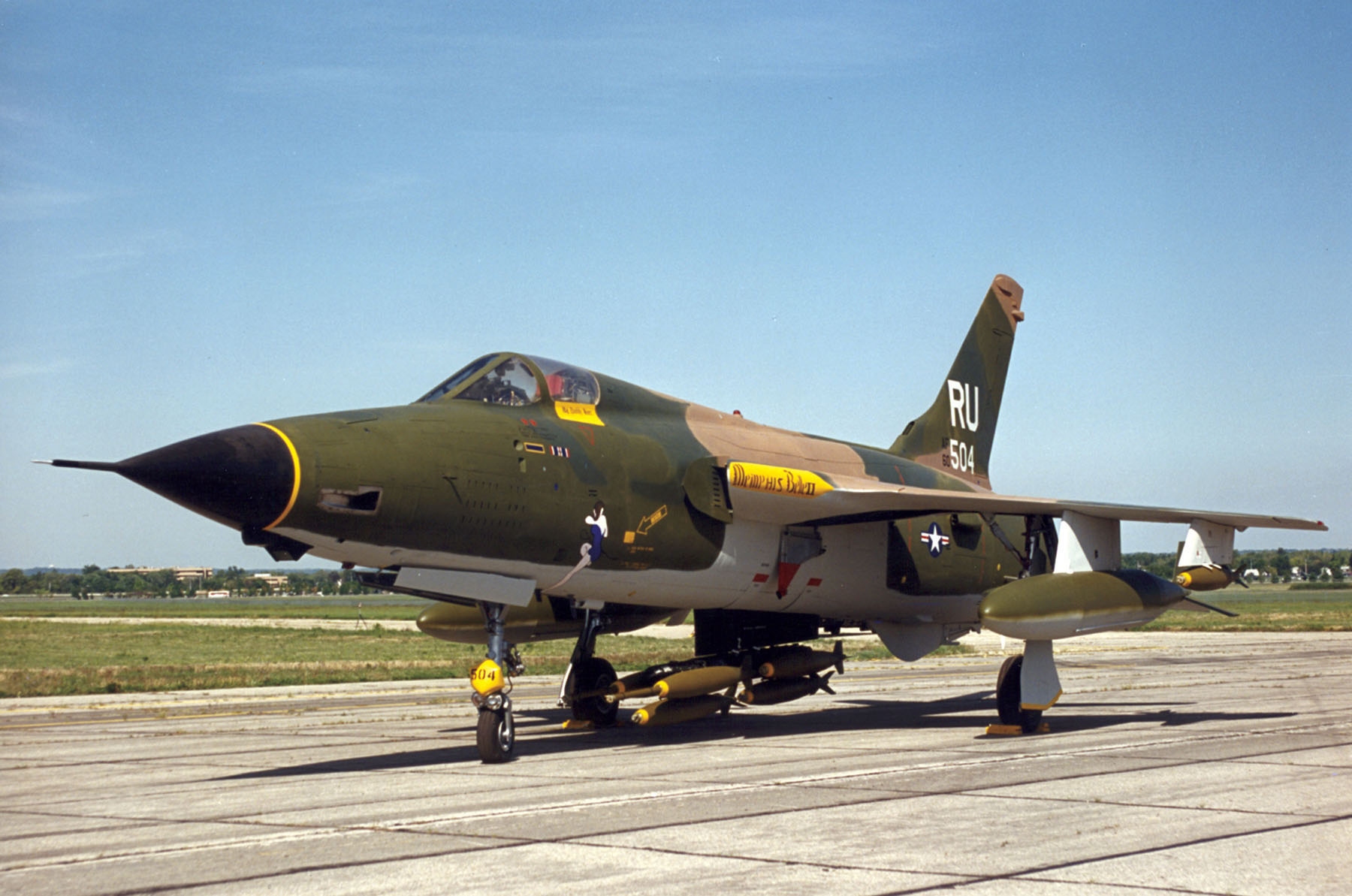
Dochovaný letoun F-105D Thunderchief v Národním muzeu USAF (National Museum of the United States Air Force) jako „Memfiská kráska II“.

Seznam dochovaných letounů Republic F-105 Thunderchief a jejich umístění lze nalézt například na anglické verzi této stránky nebo v externích odkazech.

## Varianty

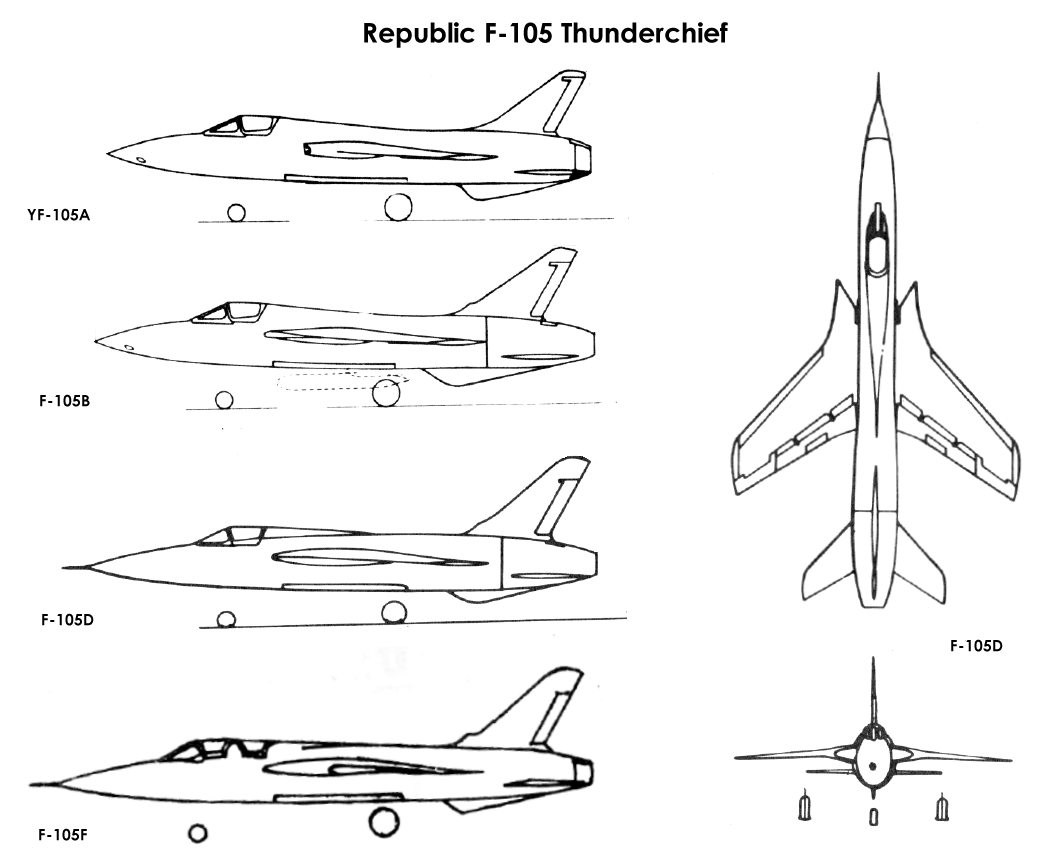
Nákresy variant F-105

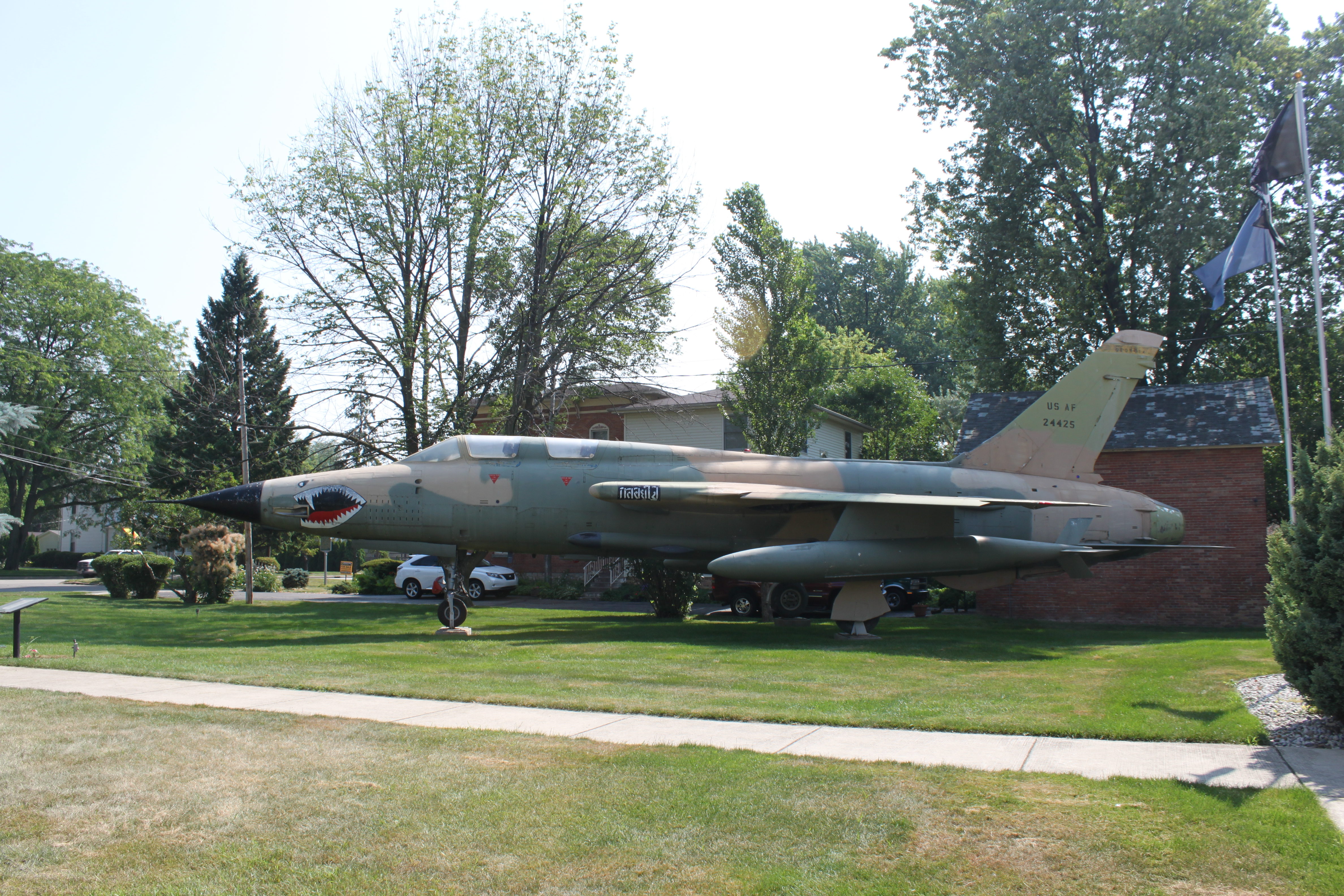
Letoun F-105G vystavený v American Legion Post, Blissfield, Michigan

YF-105A
Dva počáteční prototypy s motory P&W J57.
YF-105B
Čtyři předvýrobní letouny s motory P&W J75.
F-105B
První sériové letouny s navigačním radarem AN/APN-105. Postaveno 71 strojů.
JF-105B
Testovací letouny s použití trupů letounů RF-105B. postaveny 3 stroje.
RF-105B
Plánovaná průzkumná verze letounu F-105B. Nebyla postavena. Tři objednané a rozpracované letouny byly dokončeny jako JF-105B.
F-105C
Plánovaná cvičná verze se zdvojeným řízením. Projekt byl zrušen v roce 1957.
F-105D
Konečná sériová verze do každého počasí. Postaveno 610 strojů.
RF-105D
Plánovaná průzkumná verze letouny F-105D. Nebyla postavena.
F-105E
Plánovaná cvičná verze letounu F-105D. Projekt zrušen v roce 1959.
F-105F
Dvoumístná cvičná verze letounu F-105D s prodlouženou přední částí trupu. Letoun měl zdvojené řízení a mohl být plnohodnotně použit v boji. Bylo postaveno 143 strojů.
F-105F (WW), neoficiálně EF-105F
Původní označení letounů pro umlčování nepřátelské protivzdušné obrany (SEAD). Celkem bylo přestavěno 86 letounů z verze F-105F.
F-105G
Dvoumístné letouny „Wild Weasel“ (Divoké lasičky) pro umlčování nepřátelské protivzdušné obrany (SEAD). Přeznačené vylepšené letouny EF-105F. Přestavěno bylo 54 strojů.

## Specifikace (F-105B-20)

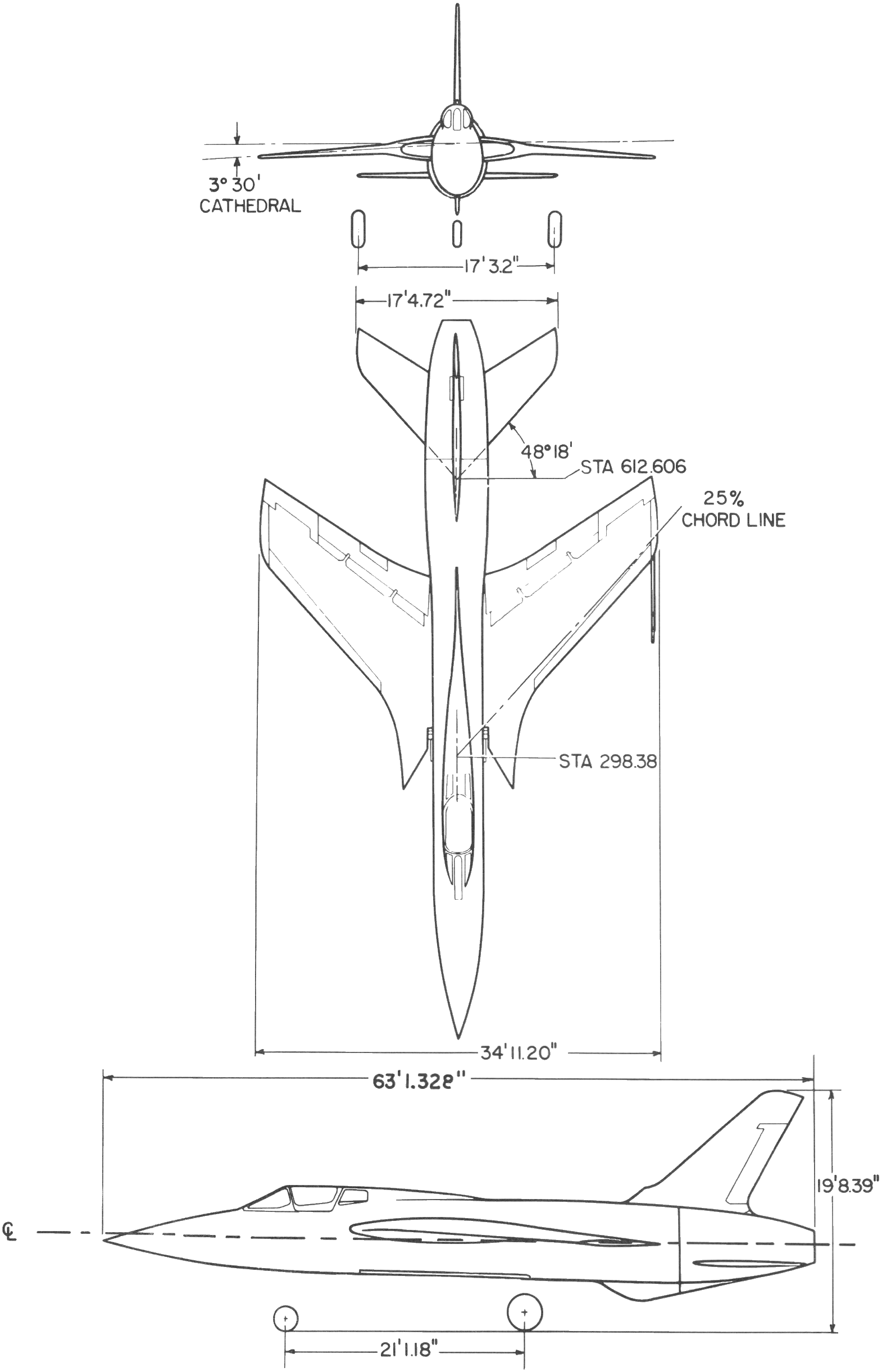
Třípohledový nákres F-105B

Technické údaje pocházejí z publikací „The Great Book of Fighters“, „Encyklopedie stíhacích letounů“ a „Quest for Performance“.

### Technické údaje
- Posádka: 1
- Užitečný náklad: 5 443 kg
- Rozpětí: 10,64 m
- Délka: 19,22 m
- Výška: 5,99 m
- Nosná plocha: 35,76 m²
- Plošné zatížení: 452 kg/m²
- Prázdná hmotnost: 11 728 kg
- Max. vzletová hmotnost: 23 587 kg
- Pohonná jednotka: 1× proudový motor s přídavným spalováním Pratt & Whitney J75-P-19W
- Výkon pohonné jednotky: 63,74 kN (109 kN s přídavným spalováním)

### Výkony
- Cestovní rychlost: ? km/h ve výšce ? m
- Maximální rychlost: Mach 2,1 (2 230 km/h, 1 386 mph) ve výšce 11 000 m (36 000 stop)
- Maximální rychlost: Mach 1,13 (1 390 km/h, 864 mph) na hladině moře
- Operační rádius: 1 250 km (780 mil)
- Dolet (max. přeletová vzdálenost): 3 586 km (2 228 mil)
- Dostup: 14 800 m (48 500 stop)
- Stoupavost: 177,8 m/s (35 000 stop/min)

## Specifikace (F-105D-31)

### Technické údaje
- Posádka: 1 (2 u variant F-105C/E/F/G)
- Užitečný náklad: 7 598 kg
- Rozpětí: 10,65 m
- Délka: 19,63 m
- Výška: 5,99 m
- Nosná plocha: 35,76 m²
- Plošné zatížení: 452 kg/m²
- Prázdná hmotnost: 12 470 kg
- Max. vzletová hmotnost: 23 834 kg 23 967 kg
- Pohonná jednotka: 1× proudový motor s přídavným spalováním Pratt & Whitney J75-P-19W
- Výkon pohonné jednotky: 63,74 kN (109 kN s přídavným spalováním)
- Zero-lift drag coefficient: 0,0173
- Plocha čelního odporu: 0,62 m²
- Štíhlost křídla: 3,16
- Tah/Hmotnost: 0,74
- Lift-to-drag ratio: 10,4

### Výkony
- Cestovní rychlost: ? km/h ve výšce ? m
- Maximální rychlost: Mach 2,08 (2 208 km/h, 1 372 mph) ve výšce 11 000 m (36 000 stop)
- Maximální rychlost: Mach 1,1 (1 345 km/h, ??? mph) na hladině moře
- Operační rádius: 1 250 km (780 mil)
- Dolet (max. přeletová vzdálenost): 3 552 km (2 210 mil)
- Dostup: 14 800 m (48 500 stop)
- Stoupavost: 195,6 m/s (38 500 stop/min)

### Výzbroj
- 1× šestihlavňový rotační letecký kanón M61 Vulcan ráže 20 mm se zásobou 1 028 nábojů
- 5× závěs na podvěšenou výzbroj (4× pod křídly a 1× pod trupem) a vnitřní pumovnice
- až 6 350 kg výzbroje zahrnující konvenční a až 3 jaderné pumy, střely AIM-9 Sidewinder a AGM-12 Bullpup.

## Uživatelé
Spojené státy
- United States Air Force
  - USAF Thunderbirds
- Letecké rezervy USAF
- Letecká národní garda Spojených států